# مقهى هارد روك
مقهى هارد روك (بالإنجليزية:Hard Rock Cafe) هي سلسلة مطاعم ذات طابع خاص، تأسَّست عام 1971 على يد إسحاق تيجريت وبيتر مورتون في لندن، وفي عام 1979 بدأَ المقهى يغطي جدرانه بتذكارات الروك أند رول، وهو تقليد امتد إلى الآخرين في السلسلة، وفي عام 2007، تمَّ بيع هارد روك كافيه إنترناشيونال (الولايات المتَّحدة الأمريكية) إلى قبيلة سيمينول بفلوريدا" وكان مقرها الرئيسيّ في أورلاندو بولاية فلوريدا حتّى أبريل 2018 عندما تمَّ نقل مكاتب الشركات إلى ديفي بولاية فلوريدا. اعتبارًا من يوليو 2018، توسعت هارد روك إنترناشيونال في 74 دولة، بما في ذلك 185 مقهى و25 فندقًا و12 كازينو.

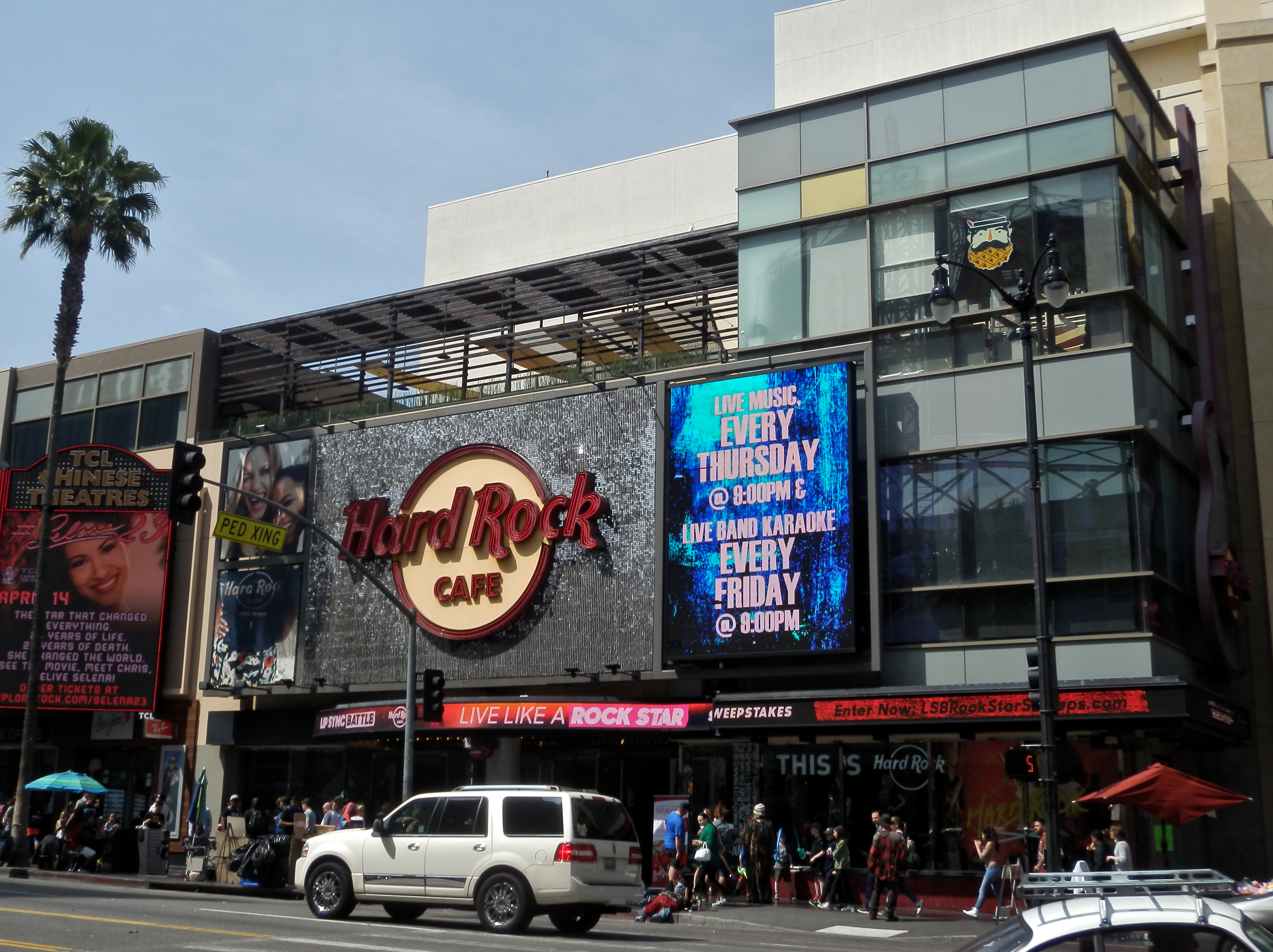
مقهى هارد روك في هوليوود

## التاريخ

### المطاعم
افتتح أول مقهى هارد روك (HRC) في 14 يونيو 1971 في أولد بارك لين، مايفير بلندن، وكان يملكه اثنين من الأمريكيين وهما إسحاق تيجريت وبيتر مورتون. وكان لدى هارد روك في البداية ديكور انتقائي، لكنّه بدأَ لاحقًا في عرض التذكارات.
بدأت السلسلة في التوسع في جميع أنحاءِ العالم في عام 1982 بمواقع في تورنتو ولوس أنجلوس وسان فرانسيسكو وشيكاغو وباريس وبرلين. وتختلفُ مواقع هارد روك كافيه في الولايات المتَّحدة من الأسواق الأصغر حجماً التي يقودها السياح (بيلوكسي، بيجون فورج، كي ويست، إلخ) إلى المُدن الكبرى (هيوستن، فيلادلفيا، بالتيمور، مدينة نيويورك، شيكاغو، بوسطن، واشنطن العاصمة، إلخ). ولا يمنح مقهى هارد روك عادةً مواقع المقاهي في الولايات المتحدة.
جميع المقاهي الأمريكيَّة مملوكة للشركات وتديرها باستثناءِ المقاهي في تامبا وكازينو فور ويندز نيو بوفالو. ومع ذلك في عملية انتقال ملكية فندق هارد روك في لاس فيجاس وَالتي كانت مملوكة في الأصل ثمَّ بِيعَت لاحقًا من قبل المؤسِّس بيتر مورتون، احتفظَ مورتون بحقوق تسمية الفندق غرب المسيسيبي، وعندما باعَ مورتون فندقه في لاس فيجاس هارد روك لمجموعة فنادق مورجانز قام أيضًا ببيع حقوق التسمية، ممَّا أدَّى بعدَ ذلك إلى إنشاء فندقين حاصلين على امتياز أمريكيّ (بدون مقاهي) في ألبوكيرك وتولسا. ولم يُعدُّ فندق البوكيرك يدفع مقابل حقوق هارد روك وعاد إلى اسمه السابق في يونيو 2013. وتمَّ افتتاحِ فنادق كازينو إضافية حاصلة على امتياز من مورغانز لاحقًا في سيوكس سيتي وفانكوفر.
في عام 1990 أستحوذت ذا رانك جروب وهي شركة ترفيه مقرها لندن على مجموعة مكه ليجر وواصلت التوسع في المفهوم في منطقتها الجغرافية. وأشترت «هارد روك أميركا» من بيتر مورتون وكذلك «هارد روك كندا» من نايك بيتوف. وبعد ذلك اكتسبت رانك سيطرة عالمية على العلامة التجارية، وفي مارس 2007 أستحوذت «سيمينول قبيلة فلوريدا» على «هارد روك كافيه الدولية» والجهات الأُخرى ذات الصلة بصفقة 965,000,000 دولار أمريكي.
في عام 2008 انتقدَ أعضاء مجهولون من طاقم الانتظار الشركة بسببِ مُمارستها المُتمثلة في دفع أقل من نصف الحد الأدنى الرسميّ للأجور في المملكة المتحدة، وتخصيص الشركة نصائح للموظفين لجعل رواتبهم ضمنَ القانون. وقيل إنَّ مُعظم العملاء لا يدركون أنَّهم يدعمون أجوراً منخفضة عندما يقدمون الإكرامية.

## التوسع في أعمال أُخرى

### الكازينوهات والفنادق

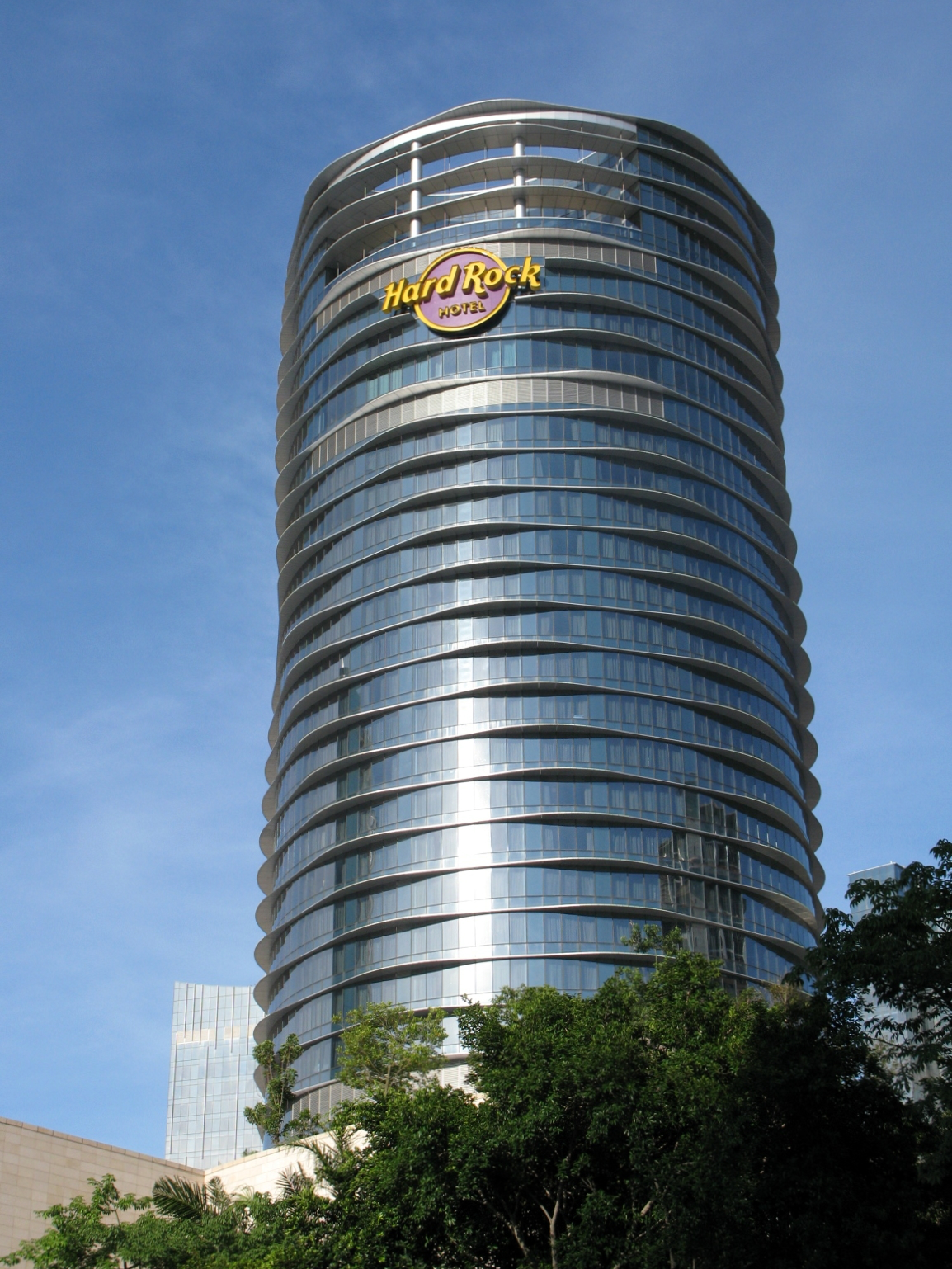
فندق هارد روك ماكاو

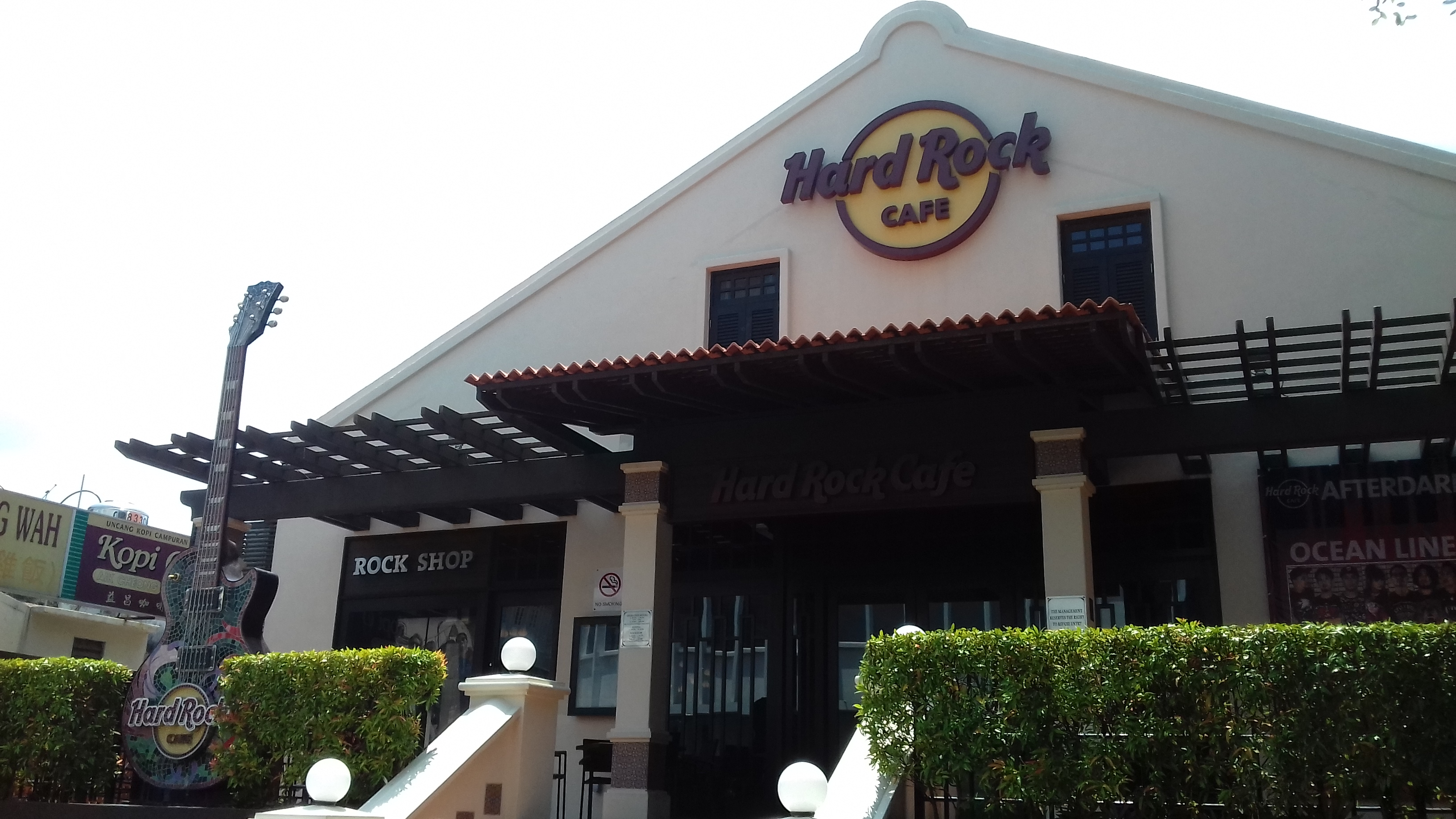
هارد روك كافيه ملقا

في عام 1995 أنفق بيتر مورتون لإنفاق 80 مليون دولار لافتتاح فندق هارد روك بالقرب من لاس فيغاس ستريب في لاس فيجاس، نيفادا، وأدى التوسع اللاحق بتكلفة 100 مليون دولار في عام 1999 إلى مضاعفة قدرة الفندق تقريبًا.
في مايو 2006 باعَ مورتون فندق وكازينو هارد روك لاس فيجاس لمجموعة فنادق مورغانز مقابل 770 مليون دولار، بما في ذلك حقوق علامة «فندق هارد روك» غرب ميسيسيبي، وتكساس، كاليفورنيا، أستراليا، وفانكوفر، كولومبيا البريطانية. وبدأ الفندق توسعة أُخرى في عام 2007 بتكلفة 750 مليون دولار، وأضاف المشروع 875 غرفة في برجين ومساحة اجتماعات موسعة. وفي مارس 2011 تنازل مورغانز عن السيطرة على المُمتلكات لشريك بروكفيلد لإدارة الأصول، مشيرًا إلى ارتفاع الديون على العقار في مواجهة الانكماش الاقتصادي. في أبريل 2018 تمَّ بيع فندق هارد روك في لاس فيغاس إلى ريتشارد برانسون معَ خطط لتجديد العقار تحت العلامة التجاريَّة فنادق فيرجين.
تمتلك قبيلة سيمينول في فلوريدا وتدير جميع الوحدات باستثناءِ فنادق لاس فيغاس ومدينة سيوكس وتولسا وفانكوفر وفي عام 2004 أطلقت هارد روك انترناشيونال وفنادق ومنتجعات سول ميليا مشروع «لايف ستار هوتليز» وهو مشروع مشترك يهدف إلى إدارة أول فندق هارد روك في أوروبا في مدريد، ولكنَّ لم يتم افتتاحه أبدًا كممتلكات لهارد روك عند حل المشروع المشترك في عام 2007،  وتُوجد فنادق المشاريع المُشتركة الأُخرى في شيكاغو ونيويورك وسان دييغو (يُضمُّ ممتلكات سان دييغو مجمعات هارد روك). وتدير هارد روك أيضًا فنادق ومنتجعات في أورلاندو، فلوريدا (مشروع مشترك معَ فنادق فنادق لوفز)؛ وبالي في إندونيسيا؛ وباتايا في تايلاند، (مشروع مشترك معَ فنادق اونج بينج سنج). وتواصل شركة هارد روك انترناشيونال التوسع دوليًا من خِلال العديد من المشاريع المشتركة، بما في ذلك الفنادق في شيكاغو وبالي وأورلاندو وبينانغ وسان دييغو، سنغافورة، والافتتاحات المخطط لها في أبوظبي، كانكون، دبي، المجر، بنما، بونتا كانا وبويرتو فالارتا،  بِالإضافة إلى الكازينوهات الفندقية في هوليوود، فلوريدا؛ تامبا، فلوريدا؛ لاس فيغاس، نيفادا؛ وكاتوسا، أوكلاهوما، شمال شرق تولسا.
تمَّ تحويل فندق زوسو في بالم سبرينغز، كاليفورنيا إلى فندق هارد روك من 160 غرفة وافتتح في عام 2014. وتمَّ التخطيط لموقع في أتلانتيك سيتي، نيو جيرسي في عام 2010، ولكنَّ تمَّ إلغاء هذه الخطط في عام 2012، وفي عام 2017 أستحوذت مشاريع ايكان على ترامب تاج محل المغلق، وأُعيد افتتاحه في عام 2018 باسمِ فندق هارد روك وكازينو أتلانتيك سيتي. وتعملُ المنتجعات الشاملة كليًا تحت العلامة التجاريَّة هارد روك في جمهورية الدومينيكان والمكسيك، وفي عام 2013 تمَّ افتتاحِ هارد روك روكسينو نورثفيلد بارك كآلة قمار مشتركة ومشروع مسار، بالقرب من كليفلاند، أوهايو. ثمَّ في أوائل عام 2019 أعلن عن بيع كازينو جاك سينسيناتي في سينسيناتي مقابل 745 مليون دولار لشركة فيسي ومقهى هارد روك، حيثُ أستحوذت فيسي على الأرض والمباني مقابل 558 مليون دولار وقامت هارد روك بشراء الأعمال التشغيلية مقابل 187 مليون دولار. سوف يؤجر هارد روك الكازينو من فيسي مقابل 43 مليون دولار سنويًا، وسوف يعيد تسميته باسمِ كازينو هارد روك سينسيناتي.
كانَ لدى كندا العديد من المطاعم ولكنَّ العديد منها مغلق ولا سيما المطعم الموجود في ساحة يونج دونداس في تورنتو في مايو 2017، والذّي كانَ الموقع الثاني للسلسلة ولم يتبق سوى مطعمين في ذلك البلد وهما شلالات نياجرا ومطعم هارد روك كازينو في كوكتلام، كولومبيا البريطانية.
في عام 2015 أعلنت شركة هارد روك عن فندق جديد في بوغوتا كُولومبيا والذّي سيتم افتتاحه في عام 2019، وكانت الشركة تخطط للافتتاح في أكبر منطقة ماليَّة في كُولومبيا وهي «سنترو إنترناسيونال» لكنّها قامت بمراجعة تلك الخطط، ويَقع الفندق في منطقة «زونا روزا دي بوغوتا» الحصرية وهي موطن البوتيكات الفاخرة.
في يوليو 2019 أعلنت شركة هارد روك انترناشيونال عن خطط لإنشاء كازينو في روكفورد، إلينوي، على بعدَ 75 ميلاً غرب شيكاغو على طول الطريق 90. تمَّ تقديم اقتراحين آخرين للحصول على ترخيص الكازينو الوحيد في المدينة، لكنّ مجلس المدينة أوصى فقط باقتراح هارد روك إلى مجلس ألعاب إلينوي الذي سيقرر الموقع الذي سيحصل على الترخيص.
في نوفمبر 2019 تمَّ افتتاحِ فندق وكازينو هارد روك ساكرامنتو في فاير ماونتن بالقرب من مدرج تويوتا بالقرب من ويتلاند، كاليفورنيا.
وفي نوفمبر أيضًا أعلنت شركة هارد روك عن فندق جديد في ساو باولو بالبرازيل في قلب شارع باوليستا الشهير.
تشمل المواقع الدوليَّة الأخرى:
- كازينو هارد روك فانكوفر، كوكتلام، كُولومبيا البريطانية، كندا
- فندق وكازينو هارد روك بونتا كانا، ماكاو، جمهورية الدومينيكان
- فندق هارد روك بالي، بالي، إندونيسيا
- فندق هارد روك كانكون، كانكون، المكسيك
- فندق هارد روك دافوس، دافوس، سويسرا
- فندق هارد روك جوا، بارديز، الهند
- فندق هارد روك إيبيزا، إيسلاس بالياريس، إسبانيا
- فندق هارد روك بنما ميغابوليس، بنما سيتي، بنما
- فندق هارد روك بينانج، بينانج، ماليزيا
- فندق هارد روك باتايا، تشونبوري، تايلاند
- فندق هارد روك ريفييرا مايا، بويرتو أفينتوراس، المكسيك
- فندق هارد روك شنتشن، شنتشن، الصين
- فندق هارد روك سنغافورة، منتجعات وورلد سينتوسا، سنغافورة
- فندق هارد روك تينيريفي، تينيريفي، إسبانيا
- فندق هارد روك فالارتا ريفييرا ناياريت، المكسيك
- فندق هارد روك لندن، [24] المملكة المتَّحدة (بِالاشتراك معَ مطعم شارع أكسفورد هارد روك)

### حديقة هارد روك
في مارس 2006 أعلنت شركةهارد روك كافيه انترناشيونال أنَّها قد رخصت اسم «هارد روك» لشركة إتش آر بي ميرتل بيتش لتصميم وبناء وتشغيل منتزه بمساحة 150 أكر (0.61 كـم2) وبتكلفة 400 مليون دولار يسمى هارد روك بارك، وتمَّ افتتاحه في 15 أبريل 2008 في ميرتل بيتش، وكان من المتوقع أنَ تجتذب الحديقة ما يقدر بنحو 30 ألف زائر يوميًا، ووعدت بتوفير أكثر من 3000 وظيفة، ووصفت بأنَّها أكبر استثمار منفرد في تاريخ ولاية كارولينا الجنوبية. حيثُ خططت لتضم ساحة حفلات موسيقيَّة كبيرة، وست مناطق بها أكثر من 40 منطقة جذب، وتقدَّم إتش آر بي ميرتل بيتش للفصل 11 في 25 سبتمبر 2008، وكانت الشركة تأمل في إعادة فتحها في عام 2009 بعدَ إعادة الهيكلة. في 2 يناير 2009 بعدَ الفشل في جذب مشترٍ بحد أدنى 35 مليون دولار أمريكيّ لمدَّة تزيد عن شهرين، طلبت هارد روك بارك من المحكمة إفلاس «ديلاوير» وتحويل الإيداع إلى الفصل السابع، ممَّا أدَّى إلى التصفية الفورية للأصول لسداد الدائنين وإغلاق الحديقة.
أعاد المالكون الجدد تسمية مكان فري ستايل ميوزيك بارك وخططوا لإعادة فتح الاحتفاظ بموضوع الموسيقى، ولكنَّ بدون اسم هارد روك، وبحلول يوم الذكرى في 2009 عمِلَت الحديقة لمدَّة عام إضافي فقط ثمَّ أغلقت بسببِ ضعف الحضور.

### الملاعب
في أغسطس 2016 أفيد أنَ ملعب ميامي دولفينز في ميامي جاردنز، فلوريدا سيعاد تسميته بملعب هارد روك، وأقيم سوبر بول ليف فيهِ في 2 فبراير 2020.
هارد روك كلوب هو بار برعاية مركز الصور الكندي، وفيه علامات هارد روك التجاريَّة وتذكارات،  وقد كانَ الاستاد يُضمُّ في السابق أول مقهى هارد روك في أوتاوا عندما تمَّ افتتاحه باسمِ البلاديوم في 15 يناير 1996، ولسنوات عديدة عندما كانَ يُعرف باسمِ مركز شركة كوريل، تمَّ إغلاق المقهى في 8 أغسطس 2002 وتمَّ استبداله بمطعم فرانك فينيجان. ومنذ 17 أكتوبر 2013 يُعرف المطعم باسمِ تشيك بوينت، وبرعاية من سبورت تشيك. وأُعلن عن بار نادي هارد روك في 9 أكتوبر 2018 وافتتح بالقرب من مقهى هارد روك السابق، حيثُ يتميز البار بتذكارات من أكثر من عشرة فنانين ومقاعد على طراز المطعم ومقاعد مخصصة في الاستاد.

## استحواذ قبيلة سيمينول بفلوريدا
في 7 ديسمبر 2006 باعت رانك أعمالها في هارد روك إلى قبيلة سيمينول بفلوريدا مقابل 965 مليون دولار، وتَضمّنَت الصفقة 124 مقهى هارد روك، وأربعة فنادق هارد روك، وفندقان هارد روك وكازينو، و2 هارد روك لايف! وأماكن الحفلات الموسيقية، وحصص في ثلاثة فنادق لا تحمل علامات تجارية، واحتفظ التصنيف بكازينو هارد روك في لندن، وأُعيد تسميته إلى جي كازينو بيكاديللي. فيمَا لم يكن فندق وكازينو هارد روك في لاس فيجاس جزءًا من الصفقة أيضًا، وتمَّ بيعه بواسطة بيتر مورتون لمجموعة فنادق مورجانز في مايو 2006. وكان الاستحواذ النهائي غارقًا في الجدل بسببِ شرط الدفع في عقد معَ مطور كازينو واحد، وهو باور بلانت للترفيه. وفي أبريل 2007 أعلنت باور بلانت وسيمينول عن تسوية وصفها الجانبان بأنَّها عادلة. في 8 يناير 2007، وافق مساهمو التصنيف على عرض سيمينول بقيمة 965 مليون دولار. أعلنت القبيلة أنَّها انتهت من الصفقة في 11 مارس 2007.
في 22 حزيران 2008 بدأت سيمينول هارد روك فندق وكازينو هوليوود «على غرار فيغاس» القمار، ودفعت قبيلة سيمينول 100 مليون دولار لولاية فلوريدا كجزء من اتفاق مدته 25 عامًا وقعه الحاكم تشارلي كريست للموافقة على ألعاب الطاولة التي كانت محظورة بموجب قانون فلوريدا. وفي 3 يوليو / تموز 2008 قضت المحكمة العليا في فلوريدا بأنَّ اتفاق الحاكم غير دستوري لكنّ ألعاب الطاولة استمرت في العمل لأنّ وزارة الداخليَّة الفيدراليَّة وافقت على الاتفاقيَّة غير الصالحة معَ الدولة.

## قائمة المواقع

### الولايات المتَّحدة
| قائمة مواقع مقهى هارد روك في الولايات المتحدة | قائمة مواقع مقهى هارد روك في الولايات المتحدة | قائمة مواقع مقهى هارد روك في الولايات المتحدة | قائمة مواقع مقهى هارد روك في الولايات المتحدة      | قائمة مواقع مقهى هارد روك في الولايات المتحدة | قائمة مواقع مقهى هارد روك في الولايات المتحدة |
| --- | --------------------------------------------- | --------------------------------------------- | -------------------------------------------------- | --- | --------------------------------------------- |
| \| المدينة \| الحالة \| الإنشاء \| مغلق / منقول \| تعليقات \| \| ----------------------------------------------- \| ------ \| ------------------ \| ------------------------------------------------------ \| --------------------------------------------------------------------------------------------------------------------------------------------------------------------------------------------------------------------------------------------------------------- \| \| لوس أنجلوس \| مغلق \| 24 أكتوبر 1982 \| 21 ديسمبر 2006 \| نقل إلى Hollywood [36] \| \| نيويورك \| مفتوح \| 12 أبريل 1984 \| 12 أغسطس 2005 \| نقل إلى Times Square[37] \| \| سان فرانسيسكو \| مفتوح \| 10 سبتمبر 1984 \| 26 أغسطس 2002 \| نقل إلى Fisherman's Wharf[38] \| \| شيكاغو \| مفتوح \| 17 يونيو 1986 \| — \| [39] \| \| دالاس \| مغلق \| 6 نوفمبر 1986 \| 3 مارس 2007 \| تم نقله في 15 يوليو 2009. تم إغلاقه 31 يوليو 2019[40] \| \| هيوستن \| مغلق \| 6 نوفمبر 1986 \| 27 مايو 2020 \| تم نقله في 21 مايو 2000. تم إغلاقه بشكل دائم في 27 مايو 2020[41] \| \| هونولولو \| مفتوح \| 15 يوليو 1987[42] \| 23 نوفمبر 2000 \| تم نقله \| \| نيو أورلينز \| مفتوح \| 11 نوفمبر 1987[43] \| 29 ديسمبر 2012 \| تم نقله \| \| لاهويا \| مغلق \| 11 ديسمبر 1988 \| 13 أكتوبر 2008 \| في الأصل سان دييغو، أعيدت تسميته عند فتح موقع وسط المدينة.[44] \| \| بوسطن \| مفتوح \| 12 يونيو 1989 \| 2 يوليو 2007 \| تم نقله عام 2007 من 131 شارع كلاريندون في باك باي إلى 22 شارع كلينتون (سوق فانويل هول)[45] \| \| واشنطن العاصمة \| مفتوح \| 1 يناير 1990[46] \| — \| \| \| Orlando \| مفتوح \| 7 يونيو 1990[47] \| 11 ديسمبر 1998 \| مجمع يونيفرسال سيتى ووك تم نقله \| \| ماوي (جزيرة) \| مغلق \| 23 يوليو 1990 \| 31 ديسمبر 2016[48] \| \| \| لاس فيغاس Hard Rock Hotel \| مغلق \| 7 سبتمبر 1990 \| 3 فبراير 2020[49] \| تم إعادة فتح فنادق فيرجن في لاس فيجاس في نوفمبر 2020 [50] (ومع ذلك لم يكن مقهى يقع في فندق H.R. ولكن بجواره. وافتتح قبل 4 سنوات ونصف قبل الفندق.) \| \| أسبن \| مغلق \| 22 يناير 1991 \| 1 نوفمبر 2000[51] \| \| \| أتلانتا \| مفتوح \| 9 نوفمبر 1992[52] \| — \| \| \| شاطئ نيوبورت \| مغلق \| 23 نوفمبر 1992 \| 23 يونيو 2005[53] \| \| \| ميامي \| مفتوح \| 21 سبتمبر 1993[54] \| — \| \| \| ناشفيل \| مفتوح \| 21 يونيو 1994[55] \| — \| \| \| سان أنطونيو \| مفتوح \| 12 يناير 1995 \| — \| \| \| ميرتل بيتش \| مفتوح \| 10 يوليو 1995 \| 7 أكتوبر 2016 \| برودواي في مجمع الشاطئ منذ الافتتاح وتم نقله. إلى قسم شارع برودواي على الشاطئ \| \| فينيكس \| مغلق \| 21 أكتوبر 1995 \| 25 فبراير 2002 \| تم نقله, تم إغلاقه بشكل دائم في 28 فبراير 2020 \| \| يونيفرسال سيتي \| مغلق \| 12 يناير 1996 \| 6 يناير 2020 \| كان يقع سابقًا في مجمع يونيفرسال سيتي ووك \| \| نياغارا فالس، نيويورك \| مفتوح \| 10 يوليو 1996 \| — \| \| \| كي ويست \| مفتوح \| 27 سبتمبر 1996 \| — \| \| \| أتلانتيك سيتي \| مفتوح \| 15 نوفمبر 1996 \| 28 يونيو 2018 \| تم رشه في 30 سبتمبر 2017 كجزء من خطة تحسينات تاج محل. تم افتتاح المطعم في الأصل كجزء من ترامب تاج محل، وظل مفتوحًا (يعمل بشكل مستقل) بعد إغلاق الفندق والكازينو حتى بدأت الجولة الحالية من البناء كجزء من التحويل مع المالكين الجدد، وتم نقله. في 28 يونيو 2018. \| \| بالتيمور \| مفتوح \| 4 يوليو 1997 \| — \| \| \| ساكرامنتو \| مغلق \| 13 أغسطس 1997 \| 27 مارس 2010 \| \| \| Memphis \| مفتوح \| 14 نوفمبر 1997 \| 3 يوليو 2014 \| تم نقله بلوكين غرب في 2014[56] \| \| فيلادلفيا \| مفتوح \| 15 يناير 1998 \| — \| \| \| بحيرة تاهو \| مغلق \| 30 يونيو 1998 \| 13 مايو 2018 \| \| \| سولت ليك \| مغلق \| 30 يونيو 1998 \| 7 ديسمبر 2008 \| \| \| كليفلاند \| مغلق \| 2 يوليو 1998 \| 24 يوليو 2016 \| تم نقله إلى نورثفيلد بارك [الإنجليزية][57] \| \| Kona \| مغلق \| 21 يوليو 1998 \| 9 يوليو 2008 \| \| \| سان دييغو \| مغلق \| 28 يوليو 1998 \| 31 ديسمبر 2017 \| \| \| سانت لويس (ميزوري) \| مغلق \| 24 أغسطس 1998 \| 16 أغسطس 2018 \| \| \| دنفر \| مفتوح \| 5 نوفمبر 1998 \| — \| \| \| إنديانابوليس \| مغلق \| 13 أبريل 1999 \| 18 مارس 2019 \| انتهى عقد الإيجار. بشكل دائم تم إغلاقه. \| \| فورت لودرديل \| مغلق \| 7 يوليو 1999 \| 9 مايو 2004 \| New location Hollywood, FL. \| \| غاتلينبورغ \| مغلق \| 5 سبتمبر 1999 \| 18 مايو 2014 \| New location Pigeon Forge. \| \| أوستن \| مغلق \| 27 فبراير 2002 \| 2 يناير 2006 \| \| \| بيتسبرغ (بنسيلفانيا) \| مفتوح \| 24 يونيو 2002 \| — \| \| \| مينيابوليس \| مغلق \| 12 سبتمبر 2002 \| 30 سبتمبر 2011 \| \| \| ديترويت \| مغلق \| 10 نوفمبر 2003 \| 26 يناير 2019 \| انتهى عقد الإيجار. \| \| Hollywood FL \| مفتوح \| 11 مايو 2004 \| — \| \| \| Louisville \| مغلق \| 31 مايو 2004 \| أغلق في مارس 2020 بسبب جائحة كوفيد، ولم يعاد فتحه.[58] \| \| \| ديستن \| مغلق \| 2 يوليو 2004 \| 21 يونيو 2014 \| \| \| كازينو منتجع فوكسوودز \| مفتوح \| 20 أغسطس 2004 \| — \| \| \| بيلوكسي \| مفتوح \| 1 يوليو 2007 \| — \| \| \| ملعب يانكي \| مفتوح \| 30 مارس 2009 \| — \| \| \| لاس فيغاس \| مفتوح \| 5 سبتمبر 2009 \| — \| \| \| سياتل \| مفتوح \| 10 فبراير 2010 \| — \| \| \| هوليوود on هوليوود (شارع) \| مفتوح \| 19 يوليو 2010 \| — \| \| \| Tampa \| مفتوح \| 21 ديسمبر 2010 \| — \| \| \| نيو بوفالو في فور ويندز نيو بوفالو [الإنجليزية]‏ \| مغلق \| 11 يوليو 2012 \| تم إغلاقه في 31 أكتوبر 2020 \| — [59] \| \| نورثفيلد بارك [الإنجليزية] \| مغلق \| 18 ديسمبر 2013 \| أبريل 2019 \| تم بيع Hard Rock Rocksino Northfield Park لشركة MGM وأصبح MGM Northfield Park. \| \| بيغون فورغ \| مفتوح \| 20 مايو 2014 \| — \| أنتقل من جاتلينبرج[60] \| \| أنكوريج (ألاسكا) \| مفتوح \| 28 يونيو 2014 \| — \| [61] \| \| مول أمريكا \| مفتوح \| 28 أغسطس 2014 \| — \| [62] \| \| مطار تامبا الدولي \| مفتوح \| 6 أغسطس 2016 \| — \| \| \| مطار جورج بوش الدولي \| مفتوح \| 15 مايو 2017 \| — \| [63] \| |                                               |                                               |                                                    | |                                               |
| المدينة | الحالة                                        | الإنشاء                                       | مغلق / منقول                                       | تعليقات |                                               |
| لوس أنجلوس | مغلق                                          | 24 أكتوبر 1982                                | 21 ديسمبر 2006                                     | نقل إلى Hollywood |                                               |
| نيويورك | مفتوح                                         | 12 أبريل 1984                                 | 12 أغسطس 2005                                      | نقل إلى Times Square |                                               |
| سان فرانسيسكو | مفتوح                                         | 10 سبتمبر 1984                                | 26 أغسطس 2002                                      | نقل إلى Fisherman's Wharf |                                               |
| شيكاغو | مفتوح                                         | 17 يونيو 1986                                 | —                                                  | [ 39 ] |                                               |
| دالاس | مغلق                                          | 6 نوفمبر 1986                                 | 3 مارس 2007                                        | تم نقله في 15 يوليو 2009. تم إغلاقه 31 يوليو 2019 |                                               |
| هيوستن | مغلق                                          | 6 نوفمبر 1986                                 | 27 مايو 2020                                       | تم نقله في 21 مايو 2000. تم إغلاقه بشكل دائم في 27 مايو 2020 |                                               |
| هونولولو | مفتوح                                         | 15 يوليو 1987                                 | 23 نوفمبر 2000                                     | تم نقله |                                               |
| نيو أورلينز | مفتوح                                         | 11 نوفمبر 1987                                | 29 ديسمبر 2012                                     | تم نقله |                                               |
| لاهويا | مغلق                                          | 11 ديسمبر 1988                                | 13 أكتوبر 2008                                     | في الأصل سان دييغو، أعيدت تسميته عند فتح موقع وسط المدينة. |                                               |
| بوسطن | مفتوح                                         | 12 يونيو 1989                                 | 2 يوليو 2007                                       | تم نقله عام 2007 من 131 شارع كلاريندون في باك باي إلى 22 شارع كلينتون (سوق فانويل هول) |                                               |
| واشنطن العاصمة | مفتوح                                         | 1 يناير 1990                                  | —                                                  | |                                               |
| Orlando | مفتوح                                         | 7 يونيو 1990                                  | 11 ديسمبر 1998                                     | مجمع يونيفرسال سيتى ووك تم نقله |                                               |
| ماوي (جزيرة) | مغلق                                          | 23 يوليو 1990                                 | 31 ديسمبر 2016                                     | |                                               |
| لاس فيغاس Hard Rock Hotel | مغلق                                          | 7 سبتمبر 1990                                 | 3 فبراير 2020                                      | تم إعادة فتح فنادق فيرجن في لاس فيجاس في نوفمبر 2020 (ومع ذلك لم يكن مقهى يقع في فندق H.R. ولكن بجواره. وافتتح قبل 4 سنوات ونصف قبل الفندق.) |                                               |
| أسبن | مغلق                                          | 22 يناير 1991                                 | 1 نوفمبر 2000                                      | |                                               |
| أتلانتا | مفتوح                                         | 9 نوفمبر 1992                                 | —                                                  | |                                               |
| شاطئ نيوبورت | مغلق                                          | 23 نوفمبر 1992                                | 23 يونيو 2005                                      | |                                               |
| ميامي | مفتوح                                         | 21 سبتمبر 1993                                | —                                                  | |                                               |
| ناشفيل | مفتوح                                         | 21 يونيو 1994                                 | —                                                  | |                                               |
| سان أنطونيو | مفتوح                                         | 12 يناير 1995                                 | —                                                  | |                                               |
| ميرتل بيتش | مفتوح                                         | 10 يوليو 1995                                 | 7 أكتوبر 2016                                      | برودواي في مجمع الشاطئ منذ الافتتاح وتم نقله. إلى قسم شارع برودواي على الشاطئ |                                               |
| فينيكس | مغلق                                          | 21 أكتوبر 1995                                | 25 فبراير 2002                                     | تم نقله, تم إغلاقه بشكل دائم في 28 فبراير 2020 |                                               |
| يونيفرسال سيتي | مغلق                                          | 12 يناير 1996                                 | 6 يناير 2020                                       | كان يقع سابقًا في مجمع يونيفرسال سيتي ووك |                                               |
| نياغارا فالس، نيويورك | مفتوح                                         | 10 يوليو 1996                                 | —                                                  | |                                               |
| كي ويست | مفتوح                                         | 27 سبتمبر 1996                                | —                                                  | |                                               |
| أتلانتيك سيتي | مفتوح                                         | 15 نوفمبر 1996                                | 28 يونيو 2018                                      | تم رشه في 30 سبتمبر 2017 كجزء من خطة تحسينات تاج محل. تم افتتاح المطعم في الأصل كجزء من ترامب تاج محل، وظل مفتوحًا (يعمل بشكل مستقل) بعد إغلاق الفندق والكازينو حتى بدأت الجولة الحالية من البناء كجزء من التحويل مع المالكين الجدد، وتم نقله. في 28 يونيو 2018. |                                               |
| بالتيمور | مفتوح                                         | 4 يوليو 1997                                  | —                                                  | |                                               |
| ساكرامنتو | مغلق                                          | 13 أغسطس 1997                                 | 27 مارس 2010                                       | |                                               |
| Memphis | مفتوح                                         | 14 نوفمبر 1997                                | 3 يوليو 2014                                       | تم نقله بلوكين غرب في 2014 |                                               |
| فيلادلفيا | مفتوح                                         | 15 يناير 1998                                 | —                                                  | |                                               |
| بحيرة تاهو | مغلق                                          | 30 يونيو 1998                                 | 13 مايو 2018                                       | |                                               |
| سولت ليك | مغلق                                          | 30 يونيو 1998                                 | 7 ديسمبر 2008                                      | |                                               |
| كليفلاند | مغلق                                          | 2 يوليو 1998                                  | 24 يوليو 2016                                      | تم نقله إلى نورثفيلد بارك [الإنجليزية] |                                               |
| Kona | مغلق                                          | 21 يوليو 1998                                 | 9 يوليو 2008                                       | |                                               |
| سان دييغو | مغلق                                          | 28 يوليو 1998                                 | 31 ديسمبر 2017                                     | |                                               |
| سانت لويس (ميزوري) | مغلق                                          | 24 أغسطس 1998                                 | 16 أغسطس 2018                                      | |                                               |
| دنفر | مفتوح                                         | 5 نوفمبر 1998                                 | —                                                  | |                                               |
| إنديانابوليس | مغلق                                          | 13 أبريل 1999                                 | 18 مارس 2019                                       | انتهى عقد الإيجار. بشكل دائم تم إغلاقه. |                                               |
| فورت لودرديل | مغلق                                          | 7 يوليو 1999                                  | 9 مايو 2004                                        | New location Hollywood, FL. |                                               |
| غاتلينبورغ | مغلق                                          | 5 سبتمبر 1999                                 | 18 مايو 2014                                       | New location Pigeon Forge. |                                               |
| أوستن | مغلق                                          | 27 فبراير 2002                                | 2 يناير 2006                                       | |                                               |
| بيتسبرغ (بنسيلفانيا) | مفتوح                                         | 24 يونيو 2002                                 | —                                                  | |                                               |
| مينيابوليس | مغلق                                          | 12 سبتمبر 2002                                | 30 سبتمبر 2011                                     | |                                               |
| ديترويت | مغلق                                          | 10 نوفمبر 2003                                | 26 يناير 2019                                      | انتهى عقد الإيجار. |                                               |
| Hollywood FL | مفتوح                                         | 11 مايو 2004                                  | —                                                  | |                                               |
| Louisville | مغلق                                          | 31 مايو 2004                                  | أغلق في مارس 2020 بسبب جائحة كوفيد، ولم يعاد فتحه. | |                                               |
| ديستن | مغلق                                          | 2 يوليو 2004                                  | 21 يونيو 2014                                      | |                                               |
| كازينو منتجع فوكسوودز | مفتوح                                         | 20 أغسطس 2004                                 | —                                                  | |                                               |
| بيلوكسي | مفتوح                                         | 1 يوليو 2007                                  | —                                                  | |                                               |
| ملعب يانكي | مفتوح                                         | 30 مارس 2009                                  | —                                                  | |                                               |
| لاس فيغاس | مفتوح                                         | 5 سبتمبر 2009                                 | —                                                  | |                                               |
| سياتل | مفتوح                                         | 10 فبراير 2010                                | —                                                  | |                                               |
| هوليوود on هوليوود (شارع) | مفتوح                                         | 19 يوليو 2010                                 | —                                                  | |                                               |
| Tampa | مفتوح                                         | 21 ديسمبر 2010                                | —                                                  | |                                               |
| نيو بوفالو في فور ويندز نيو بوفالو ‏ | مغلق                                          | 11 يوليو 2012                                 | تم إغلاقه في 31 أكتوبر 2020                        | — |                                               |
| نورثفيلد بارك [الإنجليزية] | مغلق                                          | 18 ديسمبر 2013                                | أبريل 2019                                         | تم بيع Hard Rock Rocksino Northfield Park لشركة MGM وأصبح MGM Northfield Park. |                                               |
| بيغون فورغ | مفتوح                                         | 20 مايو 2014                                  | —                                                  | أنتقل من جاتلينبرج |                                               |
| أنكوريج (ألاسكا) | مفتوح                                         | 28 يونيو 2014                                 | —                                                  | [ 61 ] |                                               |
| مول أمريكا | مفتوح                                         | 28 أغسطس 2014                                 | —                                                  | [ 62 ] |                                               |
| مطار تامبا الدولي | مفتوح                                         | 6 أغسطس 2016                                  | —                                                  | |                                               |
| مطار جورج بوش الدولي | مفتوح                                         | 15 مايو 2017                                  | —                                                  | [ 63 ] |                                               |

### بلدان أُخرى
| قائمة مواقع مقهى هارد روك | قائمة مواقع مقهى هارد روك | قائمة مواقع مقهى هارد روك | قائمة مواقع مقهى هارد روك | قائمة مواقع مقهى هارد روك | قائمة مواقع مقهى هارد روك |  |
| --- | ------------------------- | ------------------------- | ------------------------- | ------------------------- | --- |  |
| \| الموقع \| الموقع \| الحالة \| الإنشاء \| مغلق / منقول \| تعليقات \| \| \| المدينة \| الدولة \| الحالة \| الإنشاء \| مغلق / منقول \| تعليقات \| \| \| ----------------------------------------------- \| ------------------------ \| ------- \| ------------------ \| ------------------ \| ------------------------------------------------------------------------------------------------------------------------------------ \| \| \| لندن \| المملكة المتحدة \| مفتوح \| 14 يونيو 1971 \| — \| [64] \| \| \| تورونتو \| كندا \| مغلق \| 23 يونيو 1978 \| 24 مايو 2017 \| الآن شوبرز درق مارت [الإنجليزية]‏[65] \| \| \| طوكيو (روبونغي) \| اليابان \| مفتوح \| 4 يوليو 1983 \| — \| [66] \| \| \| ستوكهولم \| السويد \| مفتوح \| 16 أبريل 1985 \| — \| [67] \| \| \| كانكون \| المكسيك \| مفتوح \| 9 يونيو 1987 \| 19 مارس 2016 \| أعيد فتحه[68] \| \| \| ريكيافيك \| آيسلندا \| مفتوح \| 25 يوليو 1987 \| 30 أكتوبر 2016[69] \| مغلق في 29 مايو 2005، وتم نقله. إلى Lækjargata 2A, Reykjavík. \| \| \| سيدني \| أستراليا \| مفتوح \| 1 أبريل 1989 \| 8 يوليو 2011[70] \| تم إغلاقه في 22 أكتوبر 2007، وتم نقله. \| \| \| تورونتو سكاي دوم \| كندا \| مغلق \| 6 يونيو 1989 \| 27 سبتمبر 2009[71] \| الآن John Street Terrace وAcura Executive Suites. \| \| \| أكابولكو \| المكسيك \| مغلق \| 8 ديسمبر 1989 \| 17 يناير 2014 \| \| \| \| سنغافورة \| سنغافورة \| مفتوح \| 6 فبراير 1990[72] \| — \| \| \| \| مونتريال \| كندا \| مغلق \| 20 سبتمبر 1990 \| 27 سبتمبر 2009[73] \| \| \| \| بويرتو فالارتا \| المكسيك \| مغلق \| 30 ديسمبر 1990 \| 7 أغسطس 2011[74] \| \| \| \| بانكوك \| تايلاند \| مفتوح \| 22 أبريل 1991[75] \| — \| \| \| \| كوالالمبور \| ماليزيا \| مفتوح \| 9 نوفمبر 1991[76] \| — \| \| \| \| باريس \| فرنسا \| مفتوح \| 24 نوفمبر 1991[77] \| — \| \| \| \| أوساكا \| اليابان \| مفتوح \| 17 يناير 1992[78] \| 14 سبتمبر 2001 \| تم نقله \| \| \| تيخوانا \| المكسيك \| مغلق \| 26 أبريل 1992 \| 19 يونيو 2008[79] \| \| \| \| برلين \| ألمانيا \| مفتوح \| 18 مايو 1992[80] \| 26 أبريل 2010[81] \| \| \| \| جاكرتا \| إندونيسيا \| مفتوح \| 2 أكتوبر 1992 \| - \| الأصل في Sarinah Plaza، وتم نقله. إلى Plaza Indonesia Entertainment X'nter في يوليو 2004. موجود حاليًا في Pacific Place منذ 2014.[82] \| \| \| سانت توماس \| Virgin Islands \| مغلق \| 17 ديسمبر 1992 \| 23 أبريل 2005[83] \| \| \| \| سان خوان \| بورتوريكو \| مفتوح \| 5 مارس 1993 \| 17 أغسطس 2018 \| تم إغلاقه في 22 أبريل 2011. أعيد فتحه في منطقة كوندادو.[84] \| \| \| تل أبيب \| إسرائيل \| مغلق \| 1 يوليو 1993 \| 1 ديسمبر 1997[85] \| \| \| \| مدينة مكسيكو \| المكسيك \| مغلق \| 23 سبتمبر 1993 \| 24 مايو 2013[86] \| \| \| \| بالي \| إندونيسيا \| مفتوح \| 8 أكتوبر 1993[87] \| — \| \| \| \| تايبيه \| تايوان \| مغلق \| 22 ديسمبر 1993 \| 2 فبراير 2002 \| \| \| \| بكين \| الصين \| مغلق \| 14 مايو 1994 \| 22 سبتمبر 2012[88] \| \| \| \| كوزوميل \| المكسيك \| مفتوح \| 22 أكتوبر 1994 \| 10 ديسمبر 2014 \| تم إغلاقه في 31 أغسطس 2005، وتم نقله.[89] \| \| \| هونغ كونغ كولون \| هونغ كونغ \| مغلق \| 13 نوفمبر 1994 \| 23 نوفمبر 2008[90] \| \| \| \| مدريد \| إسبانيا \| مغلق \| 25 نوفمبر 1994 \| 21 يوليو 2020[91] \| لا يزال متجر هارد روك في شارع كالي دي بريسيادوس مفتوحًا. الوجبات الجاهزة والتسليم متوفرة. \| \| \| هونغ كونغ في Chater Road \| هونغ كونغ \| مغلق \| 18 مارس 1995 \| 1 أكتوبر 1999 \| \| \| \| كالغاري \| كندا \| مغلق \| 1 أبريل 1995 \| 1 يونيو 2000 \| \| \| \| فانكوفر \| كندا \| مغلق \| 6 يونيو 1995 \| 1 يونيو 2000 \| \| \| \| إدمونتون \| كندا \| مغلق \| 7 يوليو 1995 \| 1 يونيو 2000 \| داخل ويست إدمونتون مول \| \| \| كوبنهاغن \| الدنمارك \| مفتوح \| 18 يوليو 1995 \| — \| \| \| \| ويسلر \| كندا \| مغلق \| 5 سبتمبر 1995 \| 1 يونيو 2000 \| \| \| \| بوينس آيرس \| الأرجنتين \| مفتوح \| 15 أكتوبر 1995 \| — \| \| \| \| ملبورن \| أستراليا \| مغلق \| 20 أكتوبر 1995 \| 21 أكتوبر 2007 \| \| \| \| بانف \| كندا \| مغلق \| 22 أكتوبر 1995 \| 1 يونيو 2000 \| \| \| \| تاي شانغ \| تايوان \| مغلق \| 1 ديسمبر 1995 \| 1 ديسمبر 1996 \| \| \| \| كابو سان لوكاس \| المكسيك \| مغلق \| 10 ديسمبر 1995 \| 31 أغسطس 2013 \| موقع غير مصرح به[92] \| \| \| أنتويرب \| بلجيكا \| مفتوح \| 15 ديسمبر 1995 \| 20 مارس 2017 \| تم إغلاقه في 24 أبريل 1997، وتم نقله. \| \| \| ماكاتي \| الفلبين \| مغلق \| 15 ديسمبر 1995 \| 1 يوليو 2017 \| أعيدت تسميته إلى Johnny B. Good بعد إغلاقه \| \| \| أوتاوا (Kanata) \| كندا \| مفتوح \| 15 يناير 1996 \| — \| تم إغلاق مقهى هارد روك في 8 أغسطس 2002. أعلن بار نادي هارد روك في عام 2018.[29] \| \| \| سيرفرز بارادايس، كوينزلاند [الإنجليزية]‏ \| أستراليا \| مفتوح \| 22 مارس 1996 \| — \| في الأصل تسمى جولد كوست. \| \| \| أوتاوا \| كندا \| مغلق \| 26 يونيو 1996 \| 1 سبتمبر 2013 \| سيصبح حلبة سباق ريدو كارلتون هارد روك أوتاوا في عام 2021. \| \| \| شانغهاي \| الصين \| مغلق \| 2 أغسطس 1996 \| 28 يوليو 2018 \| تم إغلاقه في 21 مارس 2004. أعيد فتحه at يناير 2017 \| \| \| غوانزو \| الصين \| مغلق \| 2 سبتمبر 1996 \| 18 مايو 2003 \| \| \| \| كيب تاون \| جنوب أفريقيا \| مفتوح \| 22 نوفمبر 1996 \| 11 أكتوبر 2017 \| تم إغلاقه في 17 يونيو 2001، وتم نقله. \| \| \| سول \| كوريا الجنوبية \| مغلق \| 2 ديسمبر 1996 \| 18 فبراير 2018 \| تم إغلاقه في 1 يناير 2007. وأعيد فتحه في 18 أبريل 2008 لكن تم إغلاقه مرة أخرى في أبريل 2009. وأعيد فتحه في 21 أكتوبر 2014. \| \| \| Niagara Falls Canada \| كندا \| مفتوح \| 9 ديسمبر 1996 \| — \| \| \| \| بيروت \| لبنان \| مغلق \| 19 ديسمبر 1996 \| 9 سبتمبر 2013 \| [93] \| \| \| شنجن (الصين) \| الصين \| مفتوح \| 27 مايو 1997 \| نوفمبر 1998 \| أعيد فتحه في 15 سبتمبر 2017 \| \| \| ناغويا \| اليابان \| مغلق \| 1 يوليو 1997 \| 31 ديسمبر 2010 \| \| \| \| يوكوهاما \| اليابان \| مفتوح \| 18 يوليو 1997 \| — \| \| \| \| عمان \| الأردن \| مغلق \| 14 أغسطس 1997 \| 1 سبتمبر 2000 \| \| \| \| المنامة \| البحرين \| مفتوح \| 4 أكتوبر 1997 \| — \| \| \| \| برشلونة \| إسبانيا \| مفتوح \| 10 نوفمبر 1997 \| — \| \| \| \| دبي \| United Arab Erimates \| مفتوح \| 13 ديسمبر 1997 \| 18 نوفمبر 2011 \| تم إغلاقه في 8 مارس 2009، وتم نقله. \| \| \| ليما \| بيرو \| مغلق \| 20 فبراير 1998 \| 17 ديسمبر 2012 \| تم إغلاقه في 3 ديسمبر 2001، وتم نقله. وتم إغلاقه مرة أخرى 15 مارس 2019. \| \| \| إدنبرة \| المملكة المتحدة \| مفتوح \| 28 مارس 1998 \| — \| \| \| \| غوام \| غوام \| مفتوح \| 10 مايو 1998 \| — \| \| \| \| أنقرة \| تركيا \| مغلق \| 27 مايو 1998 \| 8 فبراير 2002 \| \| \| \| شرم الشيخ \| مصر \| مفتوح \| 24 يوليو 1998 \| — \| \| \| \| سايبان \| جزر ماريانا الشمالية \| مفتوح \| 18 أغسطس 1998 \| — \| \| \| \| غوادالاخارا \| المكسيك \| مغلق \| 7 نوفمبر 1998 \| 1 أكتوبر 2008 \| \| \| \| روما \| إيطاليا \| مفتوح \| 10 ديسمبر 1998 \| — \| \| \| \| أمستردام \| هولندا \| مفتوح \| 20 مارس 1999 \| — \| \| \| \| كوبه \| اليابان \| مغلق \| 27 أبريل 1999 \| 31 ديسمبر 2003 \| \| \| \| Oasis \| المملكة المتحدة \| مغلق \| 14 أبريل 2000 \| 31 يناير 2002 \| \| \| \| فوكوكا \| اليابان \| مفتوح \| 26 أبريل 2000 \| 27 أبريل 2016 \| تم إغلاق هوكس تاون موو في ارس 2016، وتم نقله. إلى بناء هاكاتا في حطة JR هاكاتت[94][95] \| \| \| جراند كايمان \| جزر كايمان \| مفتوح \| 28 أبريل 2000 \| 10 ديسمبر 2014 \| تم إغلاقه في 13 أكتوبر 2013، وتم نقله. \| \| \| ريو دي جانيرو \| البرازيل \| مغلق \| 27 يونيو 2000 \| 25 يوليو 2011 \| تم نقله بقاعدة كوركوفادو \| \| \| مانشستر \| المملكة المتحدة \| مفتوح \| 12 سبتمبر 2000 \| — \| \| \| \| سانت جوليان \| مالطا \| مفتوح \| 25 نوفمبر 2000 \| — \| \| \| \| أوساكا (يونيفرسل ستوديوز اليابان [الإنجليزية]‏) \| اليابان \| مفتوح \| 22 مارس 2001 \| — \| يقع في مجمع Universal CityWalk. \| \| \| ماناغوا \| نيكاراجوا \| مفتوح \| 1 مايو 2001 \| 18 أبريل 2018 \| مغلق ديسمبر 2001، وتم نقله. \| \| \| القاهرة \| مصر \| مفتوح \| 4 مايو 2001 \| 1 مارس 2018 \| تم إغلاقه في 31 ديسمبر 2010، وتم نقله.[96] \| \| \| بلفاست \| المملكة المتحدة \| مغلق \| 9 مايو 2001 \| 25 سبتمبر 2004 \| \| \| \| كوينزتاون \| نيوزيلندا \| مغلق \| 28 مايو 2001 \| 28 سبتمبر 2004 \| \| \| \| بوغوتا \| كولومبيا \| مفتوح \| 1 أكتوبر 2001 \| — \| \| \| \| باتايا \| تايلاند \| مفتوح \| 15 أكتوبر 2001 \| — \| \| \| \| برمنغهام \| المملكة المتحدة \| مغلق \| 20 نوفمبر 2001 \| 15 مايو 2007 \| \| \| \| ميونخ \| ألمانيا \| مفتوح \| 25 فبراير 2002 \| — \| \| \| \| Tokyo (أوينو) \| اليابان \| مفتوح \| 25 مارس 2002 \| — \| \| \| \| نوتنغهام \| المملكة المتحدة \| مغلق \| 5 يونيو 2002 \| 12 نوفمبر 2007 \| \| \| \| ليدز \| المملكة المتحدة \| مغلق \| 2 ديسمبر 2002 \| 3 يوليو 2007 \| \| \| \| كولونيا \| ألمانيا \| مفتوح \| 28 أبريل 2003 \| — \| \| \| \| لشبونة \| البرتغال \| مفتوح \| 12 يونيو 2003 \| — \| \| \| \| بنما \| بنما \| مفتوح \| 8 سبتمبر 2003 \| 8 سبتمبر 2004 \| تم نقله إلى Multicentro في 8 سبتمبر 2004، وتم فتحه في سبتمبر 2013. وأعيد فتحه في خريف 2016 \| \| \| موسكو \| روسيا \| مفتوح \| 17 سبتمبر 2003 \| — \| \| \| \| كارديف \| المملكة المتحدة \| مغلق \| 13 أكتوبر 2003 \| 12 أكتوبر 2010 \| \| \| \| ناساو \| باهاماس \| مفتوح \| 21 أكتوبر 2003 \| \| \| \| \| مالطا \| مالطا \| مغلق \| 1 فبراير 2004 \| 2 مارس 2006 \| تم إغلاقه بشكل دائم في نوفمبر 2020[97] \| \| \| قطانية \| إيطاليا \| مغلق \| 24 فبراير 2004 \| 10 أكتوبر 2006 \| \| \| \| دبلن \| جمهورية أيرلندا \| مفتوح \| 29 يونيو 2004 \| — \| \| \| \| أثينا \| اليونان \| مفتوح \| 14 سبتمبر 2004 \| 6 أبريل 2015 \| تم إغلاقه في 31 مارس 2014. وتم نقله[98] \| \| \| الغردقة \| مصر \| مفتوح \| 12 نوفمبر 2004 \| — \| \| \| \| السالمية \| الكويت \| مغلق \| 20 نوفمبر 2004 \| 28 فبراير 2014 \| \| \| \| غوتنبرغ \| السويد \| مفتوح \| 10 ديسمبر 2004 \| — \| \| \| \| كاراكاس \| فنزويلا \| مغلق \| 12 مايو 2005 \| 3 يونيو 2020 \| \| \| \| بلايا ديل إنجليس [الإنجليزية]‏ \| إسبانيا \| مغلق \| 2 ديسمبر 2005 \| 1 أكتوبر 2009 \| \| \| \| أوسلو \| النرويج \| مفتوح \| 12 ديسمبر 2005 \| — \| \| \| \| بيلو هوريزونتي \| البرازيل \| مغلق \| 23 ديسمبر 2005 \| 25 مايو 2014 \| \| \| \| سانتو دومينغو \| جمهورية الدومينيكان \| مفتوح \| 14 يوليو 2006 \| 14 يونيو 2014 \| تم نقله \| \| \| مومباي Worli \| الهند \| مغلق \| 12 سبتمبر 2006 \| نوفمبر 2018 \| \| \| \| ناريتا \| اليابان \| مغلق \| 15 سبتمبر 2006 \| 19 أغسطس 2012 \| \| \| \| أوتشو ريوس \| جامايكا \| مغلق \| 22 نوفمبر 2006 \| 3 فبراير 2011 \| \| \| \| جزيرة مارغريتا \| فنزويلا \| مفتوح \| 27 نوفمبر 2006 \| — \| \| \| \| وارسو \| بولندا \| مفتوح \| 8 فبراير 2007 \| — \| \| \| \| بونتا كانا \| جمهورية الدومينيكان \| مفتوح \| 2 يوليو 2007 \| — \| \| \| \| Nadi \| فيجي \| مفتوح \| 4 ديسمبر 2007 \| — \| \| \| \| Cartagena \| كولومبيا \| مفتوح \| 13 ديسمبر 2007 \| — \| \| \| \| بنغالور \| الهند \| مفتوح \| 29 ديسمبر 2007 \| — \| \| \| \| بوخارست \| رومانيا \| مفتوح \| 1 يناير 2008 \| — \| \| \| \| مطار شانغي سنغافورة \| سنغافورة \| مغلق \| 9 يناير 2008 \| 18 ديسمبر 2016 \| \| \| \| ميورقة \| إسبانيا \| مفتوح \| 29 نوفمبر 2008 \| — \| \| \| \| أروبا \| أروبا \| مفتوح \| 12 ديسمبر 2008 \| — \| \| \| \| بونه \| الهند \| مفتوح \| 11 يناير 2009 \| — \| \| \| \| براغ \| التشيك \| مفتوح \| 3 أبريل 2009 \| — \| \| \| \| البندقية \| إيطاليا \| مفتوح \| 9 أبريل 2009 \| — \| \| \| \| نيودلهي \| الهند \| مفتوح \| 4 يونيو 2009 \| — \| \| \| \| باتو فيرينجي [الإنجليزية]‏ \| ماليزيا \| مفتوح \| 15 سبتمبر 2009 \| — \| \| \| \| حيدر آباد \| الهند \| مفتوح \| 21 سبتمبر 2009 \| — \| \| \| \| مربلة \| إسبانيا \| مفتوح \| 30 أكتوبر 2009 \| — \| \| \| \| شاطئ باتونغ \| تايلاند \| مفتوح \| 29 نوفمبر 2009 \| — \| \| \| \| مدينة هو تشي منه \| فيتنام \| مفتوح \| 17 ديسمبر 2009 \| — \| الحقوق مملوكة لمجموعة Highlands Coffee \| \| \| سينتوسا \| سنغافورة \| مفتوح \| 22 أبريل 2010 \| — \| \| \| \| كراكوف \| بولندا \| مفتوح \| 4 يونيو 2010 \| — \| \| \| \| ميديلين \| كولومبيا \| مفتوح \| 3 سبتمبر 2010 \| — \| \| \| \| غليفاذا \| اليونان \| مغلق \| 17 ديسمبر 2010 \| 10 أكتوبر 2012 \| \| \| \| سينت مارتن \| هولندا \| مفتوح \| 20 ديسمبر 2010 \| — \| \| \| \| هونغ كونغ في لان كواي فونغ \| هونغ كونغ \| مفتوح \| 18 أبريل 2011 \| — \| [99] \| \| \| فلورنسا \| إيطاليا \| مفتوح \| 14 يونيو 2011 \| — \| [100] \| \| \| كوستا مايا [الإنجليزية]‏ \| المكسيك \| مغلق \| 16 أغسطس 2011 \| 21 مايو 2012 \| \| \| \| هامبورغ \| ألمانيا \| مفتوح \| 17 أغسطس 2011 \| — \| [101] \| \| \| بودابست \| المجر \| مفتوح \| 14 ديسمبر 2011 \| — \| [102] \| \| \| ماكاو \| ماكاو \| مفتوح \| 14 فبراير 2012 \| \| إعادة تسمية الفندق باسم فندق العد التنازلي في يوليو 2017. \| \| \| إقليم بروكسل العاصمة في الميدان الكبير (بروكسل) \| بلجيكا \| مفتوح \| 31 يوليو 2012 \| — \| [103] \| \| \| هلسنكي \| فنلندا \| مفتوح \| 15 أكتوبر 2012 \| — \| \| \| \| نيقوسيا \| قبرص \| مغلق \| 15 أكتوبر 2012 \| 21 مايو 2013 \| \| \| \| كوتا كينابالو \| ماليزيا \| مغلق \| 15 نوفمبر 2012 \| 30 أبريل 2020 \| تم افتتاح المقهى في 1 أبريل 2015[60] \| \| \| سانتياغو \| تشيلي \| مفتوح \| 19 ديسمبر 2012 \| — \| \| \| \| غواتيمالا (مدينة) \| غواتيمالا \| مفتوح \| 7 يناير 2013 \| — \| [60] \| \| \| مدينة ملقا \| ماليزيا \| مفتوح \| 28 يناير 2013 \| — \| \| \| \| شرم الشيخ \| مصر \| مفتوح \| 23 فبراير 2013 \| — \| \| \| \| إبيثا (جزيرة) \| إسبانيا \| مفتوح \| 4 يونيو 2013 \| — \| \| \| \| مومباي، أنديري [الإنجليزية]‏ \| الهند \| مفتوح \| 1 سبتمبر 2013 \| — \| \| \| \| San José \| كوستاريكا \| مفتوح \| 21 سبتمبر 2013 \| — \| [60] \| \| \| نيس \| فرنسا \| مفتوح \| 11 أكتوبر 2013 \| — \| \| \| \| غلاسكو \| المملكة المتحدة \| مفتوح \| 16 نوفمبر 2013 \| — \| [104] \| \| \| تنريفي \| إسبانيا \| مفتوح \| 19 نوفمبر 2013 \| — \| \| \| \| جوهانسبرغ \| جنوب أفريقيا \| مفتوح \| 3 ديسمبر 2013[105] \| — \| \| \| \| تشيناي \| الهند \| مغلق \| 29 ديسمبر 2013 \| 31 مايو 2016 \| \| \| \| سانتا كروز دي لا سييرا \| بوليفيا \| مفتوح \| 24 فبراير 2014 \| — \| [60] \| \| \| إسطنبول \| تركيا \| مغلق \| 29 ديسمبر 2013 \| 1 فبراير 2017 \| [106] \| \| \| جورجاون \| الهند \| مفتوح \| 23 مارس 2014 \| —[60] \| \| \| \| أنغكور \| كمبوديا \| مفتوح \| 22 يونيو 2014 \| — \| [107] \| \| \| فيينا \| النمسا \| مفتوح \| 30 يونيو 2014 \| — \| [108] \| \| \| غدانسك \| بولندا \| مفتوح \| 1 يوليو 2014 \| — \| \| \| \| ألماتي \| كازاخستان \| مفتوح \| 30 أكتوبر 2014 \| — \| \| \| \| ايروبارك خورخي نيوبري [الإنجليزية]‏ \| الأرجنتين \| مفتوح \| 22 نوفمبر 2014 \| — \| \| \| \| مارسيليا \| فرنسا \| مغلق \| 30 نوفمبر 2014 \| 5 سبتمبر 2017 \| \| \| \| أسونسيون \| باراغواي \| مفتوح \| 20 ديسمبر 2014 \| — \| [109] \| \| \| بودغوريتسا \| الجبل الأسود \| مفتوح \| 8 فبراير 2015 \| — \| \| \| \| كوريتيبا \| البرازيل \| مفتوح \| 28 مايو 2015 \| — \| \| \| \| غواناكاسته \| كوستاريكا \| مفتوح \| 27 يونيو 2015 \| — \| \| \| \| بوسان \| كوريا الجنوبية \| مغلق \| 18 أكتوبر 2015 \| 18 فبراير 2018 \| \| \| \| مرسى القنطاوي \| تونس \| مفتوح \| 27 ديسمبر 2015 \| — \| \| \| \| فيينتيان \| لاوس \| مغلق \| 31 ديسمبر 2015 \| 31 مايو 2018 \| \| \| \| لاغوس \| نيجيريا \| مفتوح \| 11 مارس 2016 \| — \| \| \| \| جزيرة ساموي \| تايلاند \| مفتوح \| 30 أبريل 2016 \| — \| \| \| \| آيا نابا \| قبرص \| مفتوح \| 29 مايو 2016 \| — \| تم نقله من نيقوسيا \| \| \| تبليسي \| جورجيا \| مفتوح \| 16 يونيو 2016 \| — \| \| \| \| إشبيلية \| إسبانيا \| مفتوح \| 4 أغسطس 2016 \| — \| \| \| \| باكو \| أذربيجان \| مفتوح \| 28 أغسطس 2016 \| — \| \| \| \| هانغتشو \| الصين \| مغلق \| 30 أكتوبر 2016 \| 28 يوليو 2018 \| \| \| \| ليون \| فرنسا \| مفتوح \| 30 أكتوبر 2016 \| — \| \| \| \| بورتو \| البرتغال \| مفتوح \| 20 نوفمبر 2016 \| — \| \| \| \| بريتوريا \| جنوب أفريقيا \| مفتوح \| 26 نوفمبر 2016 \| — \| \| \| \| تشيانغ مي \| تايلاند \| مفتوح \| 6 ديسمبر 2016 \| — \| \| \| \| أولان باتور \| منغوليا \| مفتوح \| 10 ديسمبر 2016 \| — \| \| \| \| مونتيغو باي \| جامايكا \| مفتوح \| 24 ديسمبر 2016 \| — \| \| \| \| أوشوايا \| الأرجنتين \| مفتوح \| 24 ديسمبر 2016 \| — \| \| \| \| بلنسية \| إسبانيا \| مفتوح \| 28 مايو 2017 \| — \| \| \| \| أندورا لا فيلا \| أندورا \| مفتوح \| 25 يوليو 2017 \| — \| [110] \| \| \| إنسبروك \| النمسا \| مفتوح \| 13 أغسطس 2017 \| — \| \| \| \| لاباز \| بوليفيا \| مغلق \| 18 سبتمبر 2017 \| 15 يوليو 2019 \| — \| \| \| بنوم بنه \| كمبوديا \| مفتوح \| 7 نوفمبر 2017 \| — \| \| \| \| كلكتا \| الهند \| مفتوح \| 20 ديسمبر 2017 \| — \| [111] \| \| \| مطار الوزير بيستارينيي الدولي \| الأرجنتين \| مفتوح \| 20 ديسمبر 2017 \| — \| \| \| \| يانغون \| بورما \| مغلق \| 1 مايو 2017 \| أبريل 2019 \| — \| \| \| فروتسواف \| بولندا \| مفتوح \| 22 مارس 2018 \| — \| \| \| \| تيانجين \| الصين \| مفتوح \| 20 أبريل 2018 \| — \| \| \| \| سانت بطرسبرغ \| روسيا \| مفتوح \| 13 يونيو 2018 \| — \| \| \| \| جرامودا \| البرازيل \| مفتوح \| 22 يوليو 2018 \| — \| \| \| \| San Juan \| بورتوريكو \| مفتوح \| 17 أغسطس 2018 \| — \| موقعه السابق في مدينة سان خوان القديمة. \| \| \| ديسارو [الإنجليزية]‏ \| ماليزيا \| مفتوح \| 4 أكتوبر 2018 \| — \| \| \| \| مطار دبي الدولي \| الإمارات العربية المتحدة \| مفتوح \| 17 نوفمبر 2018 \| — \| \| \| \| مونتفيدو \| أوروغواي \| مفتوح \| 19 ديسمبر 2018 \| — \| \| \| \| مانيلا \| الفلبين \| مفتوح \| 30 ديسمبر 2018 \| — \| \| \| \| مالقة \| إسبانيا \| مفتوح \| 10 مارس 2019 \| — \| \| \| \| فورتاليزا \| البرازيل \| مفتوح \| 13 مارس 2019 \| \| \| \| \| ميدان بيكاديلي \| المملكة المتحدة \| مفتوح \| 8 يوليو 2019 \| — \| \| \| \| أكسفورد ستريت \| المملكة المتحدة \| مفتوح \| 30 أبريل 2019 \| — \| أفتتح كمطعم داخل فندق هارد روك لندن (تم افتتاحه أيضًا في 30 أبريل 2019) \| \| \| كيوتو \| اليابان \| مفتوح \| 12 يوليو 2019 \| — \| \| \| \| بونس، بورتوريكو \| بورتوريكو \| مفتوح \| 25 نوفمبر 2020 \| — \| داخل فندق الوفت [112] \| \| \| سيوداد ديل استي \| باراغواي \| مخطط له \| 2019 \| \| \| \| \| ميلانو \| إيطاليا \| مخطط له \| 2019 \| \| \| \| \| شانديغار \| الهند \| مخطط له \| 2019 \| \| \| \| \| جورج تاون \| غويانا \| مفتوح \| 10 مايو 2020 \| \| \| \| \| غواهاتي \| الهند \| مفتوح \| 12 ديسمبر 2020 \| \| \| \| \| بلغراد \| صربيا \| مخطط له \| 2020 \| \| [113] \| \| \| بورت ديكسون [الإنجليزية] \| ماليزيا \| مخطط له \| 2020 \| \| [114] \| \| \| مونتيريا \| كولومبيا \| مخطط له \| 2020 \| \| \| \| \| كناريا الكبرى \| إسبانيا \| مفتوح \| 22 ديسمبر 2019 \| \| \| \| \| ريبيراو بريتو \| البرازيل \| مخطط له \| 2020 \| \| \| \| \| نيوكاسل أبون تاين \| المملكة المتحدة \| مخطط له \| 2021 \| \| \| \| \| سان فرناندو، ترينيداد وتوباغو \| ترينيداد وتوباغو \| مخطط له \| 2020 \| \| [115] \| \| \| Mandalika [الإنجليزية]‏ \| إندونيسيا \| مخطط له \| TBA \| \| [116] \| \| |                           |                           |                           |                           | |  |
| الموقع | الموقع                    | الحالة                    | الإنشاء                   | مغلق / منقول              | تعليقات |  |
| المدينة | الدولة                    | الحالة                    | الإنشاء                   | مغلق / منقول              | تعليقات |  |
| لندن | المملكة المتحدة           | مفتوح                     | 14 يونيو 1971             | —                         | [ 64 ] |  |
| تورونتو | كندا                      | مغلق                      | 23 يونيو 1978             | 24 مايو 2017              | الآن شوبرز درق مارت ‏ |  |
| طوكيو (روبونغي) | اليابان                   | مفتوح                     | 4 يوليو 1983              | —                         | [ 66 ] |  |
| ستوكهولم | السويد                    | مفتوح                     | 16 أبريل 1985             | —                         | [ 67 ] |  |
| كانكون | المكسيك                   | مفتوح                     | 9 يونيو 1987              | 19 مارس 2016              | أعيد فتحه |  |
| ريكيافيك | آيسلندا                   | مفتوح                     | 25 يوليو 1987             | 30 أكتوبر 2016            | مغلق في 29 مايو 2005، وتم نقله. إلى Lækjargata 2A, Reykjavík.                                                                    |  |
| سيدني | أستراليا                  | مفتوح                     | 1 أبريل 1989              | 8 يوليو 2011              | تم إغلاقه في 22 أكتوبر 2007، وتم نقله.                                                                                           |  |
| تورونتو سكاي دوم | كندا                      | مغلق                      | 6 يونيو 1989              | 27 سبتمبر 2009            | الآن John Street Terrace وAcura Executive Suites.                                                                                |  |
| أكابولكو | المكسيك                   | مغلق                      | 8 ديسمبر 1989             | 17 يناير 2014             | |  |
| سنغافورة | سنغافورة                  | مفتوح                     | 6 فبراير 1990             | —                         | |  |
| مونتريال | كندا                      | مغلق                      | 20 سبتمبر 1990            | 27 سبتمبر 2009            | |  |
| بويرتو فالارتا | المكسيك                   | مغلق                      | 30 ديسمبر 1990            | 7 أغسطس 2011              | |  |
| بانكوك | تايلاند                   | مفتوح                     | 22 أبريل 1991             | —                         | |  |
| كوالالمبور | ماليزيا                   | مفتوح                     | 9 نوفمبر 1991             | —                         | |  |
| باريس | فرنسا                     | مفتوح                     | 24 نوفمبر 1991            | —                         | |  |
| أوساكا | اليابان                   | مفتوح                     | 17 يناير 1992             | 14 سبتمبر 2001            | تم نقله |  |
| تيخوانا | المكسيك                   | مغلق                      | 26 أبريل 1992             | 19 يونيو 2008             | |  |
| برلين | ألمانيا                   | مفتوح                     | 18 مايو 1992              | 26 أبريل 2010             | |  |
| جاكرتا | إندونيسيا                 | مفتوح                     | 2 أكتوبر 1992             | -                         | الأصل في Sarinah Plaza، وتم نقله. إلى Plaza Indonesia Entertainment X'nter في يوليو 2004. موجود حاليًا في Pacific Place منذ 2014. |  |
| سانت توماس | Virgin Islands            | مغلق                      | 17 ديسمبر 1992            | 23 أبريل 2005             | |  |
| سان خوان | بورتوريكو                 | مفتوح                     | 5 مارس 1993               | 17 أغسطس 2018             | تم إغلاقه في 22 أبريل 2011. أعيد فتحه في منطقة كوندادو.                                                                          |  |
| تل أبيب | إسرائيل                   | مغلق                      | 1 يوليو 1993              | 1 ديسمبر 1997             | |  |
| مدينة مكسيكو | المكسيك                   | مغلق                      | 23 سبتمبر 1993            | 24 مايو 2013              | |  |
| بالي | إندونيسيا                 | مفتوح                     | 8 أكتوبر 1993             | —                         | |  |
| تايبيه | تايوان                    | مغلق                      | 22 ديسمبر 1993            | 2 فبراير 2002             | |  |
| بكين | الصين                     | مغلق                      | 14 مايو 1994              | 22 سبتمبر 2012            | |  |
| كوزوميل | المكسيك                   | مفتوح                     | 22 أكتوبر 1994            | 10 ديسمبر 2014            | تم إغلاقه في 31 أغسطس 2005، وتم نقله.                                                                                            |  |
| هونغ كونغ كولون | هونغ كونغ                 | مغلق                      | 13 نوفمبر 1994            | 23 نوفمبر 2008            | |  |
| مدريد | إسبانيا                   | مغلق                      | 25 نوفمبر 1994            | 21 يوليو 2020             | لا يزال متجر هارد روك في شارع كالي دي بريسيادوس مفتوحًا. الوجبات الجاهزة والتسليم متوفرة.                                         |  |
| هونغ كونغ في Chater Road | هونغ كونغ                 | مغلق                      | 18 مارس 1995              | 1 أكتوبر 1999             | |  |
| كالغاري | كندا                      | مغلق                      | 1 أبريل 1995              | 1 يونيو 2000              | |  |
| فانكوفر | كندا                      | مغلق                      | 6 يونيو 1995              | 1 يونيو 2000              | |  |
| إدمونتون | كندا                      | مغلق                      | 7 يوليو 1995              | 1 يونيو 2000              | داخل ويست إدمونتون مول |  |
| كوبنهاغن | الدنمارك                  | مفتوح                     | 18 يوليو 1995             | —                         | |  |
| ويسلر | كندا                      | مغلق                      | 5 سبتمبر 1995             | 1 يونيو 2000              | |  |
| بوينس آيرس | الأرجنتين                 | مفتوح                     | 15 أكتوبر 1995            | —                         | |  |
| ملبورن | أستراليا                  | مغلق                      | 20 أكتوبر 1995            | 21 أكتوبر 2007            | |  |
| بانف | كندا                      | مغلق                      | 22 أكتوبر 1995            | 1 يونيو 2000              | |  |
| تاي شانغ | تايوان                    | مغلق                      | 1 ديسمبر 1995             | 1 ديسمبر 1996             | |  |
| كابو سان لوكاس | المكسيك                   | مغلق                      | 10 ديسمبر 1995            | 31 أغسطس 2013             | موقع غير مصرح به |  |
| أنتويرب | بلجيكا                    | مفتوح                     | 15 ديسمبر 1995            | 20 مارس 2017              | تم إغلاقه في 24 أبريل 1997، وتم نقله.                                                                                            |  |
| ماكاتي | الفلبين                   | مغلق                      | 15 ديسمبر 1995            | 1 يوليو 2017              | أعيدت تسميته إلى Johnny B. Good بعد إغلاقه                                                                                       |  |
| أوتاوا (Kanata) | كندا                      | مفتوح                     | 15 يناير 1996             | —                         | تم إغلاق مقهى هارد روك في 8 أغسطس 2002. أعلن بار نادي هارد روك في عام 2018.                                                      |  |
| سيرفرز بارادايس، كوينزلاند ‏ | أستراليا                  | مفتوح                     | 22 مارس 1996              | —                         | في الأصل تسمى جولد كوست. |  |
| أوتاوا | كندا                      | مغلق                      | 26 يونيو 1996             | 1 سبتمبر 2013             | سيصبح حلبة سباق ريدو كارلتون هارد روك أوتاوا في عام 2021.                                                                        |  |
| شانغهاي | الصين                     | مغلق                      | 2 أغسطس 1996              | 28 يوليو 2018             | تم إغلاقه في 21 مارس 2004. أعيد فتحه at يناير 2017                                                                               |  |
| غوانزو | الصين                     | مغلق                      | 2 سبتمبر 1996             | 18 مايو 2003              | |  |
| كيب تاون | جنوب أفريقيا              | مفتوح                     | 22 نوفمبر 1996            | 11 أكتوبر 2017            | تم إغلاقه في 17 يونيو 2001، وتم نقله.                                                                                            |  |
| سول | كوريا الجنوبية            | مغلق                      | 2 ديسمبر 1996             | 18 فبراير 2018            | تم إغلاقه في 1 يناير 2007. وأعيد فتحه في 18 أبريل 2008 لكن تم إغلاقه مرة أخرى في أبريل 2009. وأعيد فتحه في 21 أكتوبر 2014.       |  |
| Niagara Falls Canada | كندا                      | مفتوح                     | 9 ديسمبر 1996             | —                         | |  |
| بيروت | لبنان                     | مغلق                      | 19 ديسمبر 1996            | 9 سبتمبر 2013             | [ 93 ] |  |
| شنجن (الصين) | الصين                     | مفتوح                     | 27 مايو 1997              | نوفمبر 1998               | أعيد فتحه في 15 سبتمبر 2017 |  |
| ناغويا | اليابان                   | مغلق                      | 1 يوليو 1997              | 31 ديسمبر 2010            | |  |
| يوكوهاما | اليابان                   | مفتوح                     | 18 يوليو 1997             | —                         | |  |
| عمان | الأردن                    | مغلق                      | 14 أغسطس 1997             | 1 سبتمبر 2000             | |  |
| المنامة | البحرين                   | مفتوح                     | 4 أكتوبر 1997             | —                         | |  |
| برشلونة | إسبانيا                   | مفتوح                     | 10 نوفمبر 1997            | —                         | |  |
| دبي | United Arab Erimates      | مفتوح                     | 13 ديسمبر 1997            | 18 نوفمبر 2011            | تم إغلاقه في 8 مارس 2009، وتم نقله.                                                                                              |  |
| ليما | بيرو                      | مغلق                      | 20 فبراير 1998            | 17 ديسمبر 2012            | تم إغلاقه في 3 ديسمبر 2001، وتم نقله. وتم إغلاقه مرة أخرى 15 مارس 2019.                                                          |  |
| إدنبرة | المملكة المتحدة           | مفتوح                     | 28 مارس 1998              | —                         | |  |
| غوام | غوام                      | مفتوح                     | 10 مايو 1998              | —                         | |  |
| أنقرة | تركيا                     | مغلق                      | 27 مايو 1998              | 8 فبراير 2002             | |  |
| شرم الشيخ | مصر                       | مفتوح                     | 24 يوليو 1998             | —                         | |  |
| سايبان | جزر ماريانا الشمالية      | مفتوح                     | 18 أغسطس 1998             | —                         | |  |
| غوادالاخارا | المكسيك                   | مغلق                      | 7 نوفمبر 1998             | 1 أكتوبر 2008             | |  |
| روما | إيطاليا                   | مفتوح                     | 10 ديسمبر 1998            | —                         | |  |
| أمستردام | هولندا                    | مفتوح                     | 20 مارس 1999              | —                         | |  |
| كوبه | اليابان                   | مغلق                      | 27 أبريل 1999             | 31 ديسمبر 2003            | |  |
| Oasis | المملكة المتحدة           | مغلق                      | 14 أبريل 2000             | 31 يناير 2002             | |  |
| فوكوكا | اليابان                   | مفتوح                     | 26 أبريل 2000             | 27 أبريل 2016             | تم إغلاق هوكس تاون موو في ارس 2016، وتم نقله. إلى بناء هاكاتا في حطة JR هاكاتت                                                   |  |
| جراند كايمان | جزر كايمان                | مفتوح                     | 28 أبريل 2000             | 10 ديسمبر 2014            | تم إغلاقه في 13 أكتوبر 2013، وتم نقله.                                                                                           |  |
| ريو دي جانيرو | البرازيل                  | مغلق                      | 27 يونيو 2000             | 25 يوليو 2011             | تم نقله بقاعدة كوركوفادو |  |
| مانشستر | المملكة المتحدة           | مفتوح                     | 12 سبتمبر 2000            | —                         | |  |
| سانت جوليان | مالطا                     | مفتوح                     | 25 نوفمبر 2000            | —                         | |  |
| أوساكا (يونيفرسل ستوديوز اليابان ‏) | اليابان                   | مفتوح                     | 22 مارس 2001              | —                         | يقع في مجمع Universal CityWalk.                                                                                                  |  |
| ماناغوا | نيكاراجوا                 | مفتوح                     | 1 مايو 2001               | 18 أبريل 2018             | مغلق ديسمبر 2001، وتم نقله. |  |
| القاهرة | مصر                       | مفتوح                     | 4 مايو 2001               | 1 مارس 2018               | تم إغلاقه في 31 ديسمبر 2010، وتم نقله.                                                                                           |  |
| بلفاست | المملكة المتحدة           | مغلق                      | 9 مايو 2001               | 25 سبتمبر 2004            | |  |
| كوينزتاون | نيوزيلندا                 | مغلق                      | 28 مايو 2001              | 28 سبتمبر 2004            | |  |
| بوغوتا | كولومبيا                  | مفتوح                     | 1 أكتوبر 2001             | —                         | |  |
| باتايا | تايلاند                   | مفتوح                     | 15 أكتوبر 2001            | —                         | |  |
| برمنغهام | المملكة المتحدة           | مغلق                      | 20 نوفمبر 2001            | 15 مايو 2007              | |  |
| ميونخ | ألمانيا                   | مفتوح                     | 25 فبراير 2002            | —                         | |  |
| Tokyo (أوينو) | اليابان                   | مفتوح                     | 25 مارس 2002              | —                         | |  |
| نوتنغهام | المملكة المتحدة           | مغلق                      | 5 يونيو 2002              | 12 نوفمبر 2007            | |  |
| ليدز | المملكة المتحدة           | مغلق                      | 2 ديسمبر 2002             | 3 يوليو 2007              | |  |
| كولونيا | ألمانيا                   | مفتوح                     | 28 أبريل 2003             | —                         | |  |
| لشبونة | البرتغال                  | مفتوح                     | 12 يونيو 2003             | —                         | |  |
| بنما | بنما                      | مفتوح                     | 8 سبتمبر 2003             | 8 سبتمبر 2004             | تم نقله إلى Multicentro في 8 سبتمبر 2004، وتم فتحه في سبتمبر 2013. وأعيد فتحه في خريف 2016                                       |  |
| موسكو | روسيا                     | مفتوح                     | 17 سبتمبر 2003            | —                         | |  |
| كارديف | المملكة المتحدة           | مغلق                      | 13 أكتوبر 2003            | 12 أكتوبر 2010            | |  |
| ناساو | باهاماس                   | مفتوح                     | 21 أكتوبر 2003            |                           | |  |
| مالطا | مالطا                     | مغلق                      | 1 فبراير 2004             | 2 مارس 2006               | تم إغلاقه بشكل دائم في نوفمبر 2020                                                                                               |  |
| قطانية | إيطاليا                   | مغلق                      | 24 فبراير 2004            | 10 أكتوبر 2006            | |  |
| دبلن | جمهورية أيرلندا           | مفتوح                     | 29 يونيو 2004             | —                         | |  |
| أثينا | اليونان                   | مفتوح                     | 14 سبتمبر 2004            | 6 أبريل 2015              | تم إغلاقه في 31 مارس 2014. وتم نقله                                                                                              |  |
| الغردقة | مصر                       | مفتوح                     | 12 نوفمبر 2004            | —                         | |  |
| السالمية | الكويت                    | مغلق                      | 20 نوفمبر 2004            | 28 فبراير 2014            | |  |
| غوتنبرغ | السويد                    | مفتوح                     | 10 ديسمبر 2004            | —                         | |  |
| كاراكاس | فنزويلا                   | مغلق                      | 12 مايو 2005              | 3 يونيو 2020              | |  |
| بلايا ديل إنجليس ‏ | إسبانيا                   | مغلق                      | 2 ديسمبر 2005             | 1 أكتوبر 2009             | |  |
| أوسلو | النرويج                   | مفتوح                     | 12 ديسمبر 2005            | —                         | |  |
| بيلو هوريزونتي | البرازيل                  | مغلق                      | 23 ديسمبر 2005            | 25 مايو 2014              | |  |
| سانتو دومينغو | جمهورية الدومينيكان       | مفتوح                     | 14 يوليو 2006             | 14 يونيو 2014             | تم نقله |  |
| مومباي Worli | الهند                     | مغلق                      | 12 سبتمبر 2006            | نوفمبر 2018               | |  |
| ناريتا | اليابان                   | مغلق                      | 15 سبتمبر 2006            | 19 أغسطس 2012             | |  |
| أوتشو ريوس | جامايكا                   | مغلق                      | 22 نوفمبر 2006            | 3 فبراير 2011             | |  |
| جزيرة مارغريتا | فنزويلا                   | مفتوح                     | 27 نوفمبر 2006            | —                         | |  |
| وارسو | بولندا                    | مفتوح                     | 8 فبراير 2007             | —                         | |  |
| بونتا كانا | جمهورية الدومينيكان       | مفتوح                     | 2 يوليو 2007              | —                         | |  |
| Nadi | فيجي                      | مفتوح                     | 4 ديسمبر 2007             | —                         | |  |
| Cartagena | كولومبيا                  | مفتوح                     | 13 ديسمبر 2007            | —                         | |  |
| بنغالور | الهند                     | مفتوح                     | 29 ديسمبر 2007            | —                         | |  |
| بوخارست | رومانيا                   | مفتوح                     | 1 يناير 2008              | —                         | |  |
| مطار شانغي سنغافورة | سنغافورة                  | مغلق                      | 9 يناير 2008              | 18 ديسمبر 2016            | |  |
| ميورقة | إسبانيا                   | مفتوح                     | 29 نوفمبر 2008            | —                         | |  |
| أروبا | أروبا                     | مفتوح                     | 12 ديسمبر 2008            | —                         | |  |
| بونه | الهند                     | مفتوح                     | 11 يناير 2009             | —                         | |  |
| براغ | التشيك                    | مفتوح                     | 3 أبريل 2009              | —                         | |  |
| البندقية | إيطاليا                   | مفتوح                     | 9 أبريل 2009              | —                         | |  |
| نيودلهي | الهند                     | مفتوح                     | 4 يونيو 2009              | —                         | |  |
| باتو فيرينجي ‏ | ماليزيا                   | مفتوح                     | 15 سبتمبر 2009            | —                         | |  |
| حيدر آباد | الهند                     | مفتوح                     | 21 سبتمبر 2009            | —                         | |  |
| مربلة | إسبانيا                   | مفتوح                     | 30 أكتوبر 2009            | —                         | |  |
| شاطئ باتونغ | تايلاند                   | مفتوح                     | 29 نوفمبر 2009            | —                         | |  |
| مدينة هو تشي منه | فيتنام                    | مفتوح                     | 17 ديسمبر 2009            | —                         | الحقوق مملوكة لمجموعة Highlands Coffee                                                                                           |  |
| سينتوسا | سنغافورة                  | مفتوح                     | 22 أبريل 2010             | —                         | |  |
| كراكوف | بولندا                    | مفتوح                     | 4 يونيو 2010              | —                         | |  |
| ميديلين | كولومبيا                  | مفتوح                     | 3 سبتمبر 2010             | —                         | |  |
| غليفاذا | اليونان                   | مغلق                      | 17 ديسمبر 2010            | 10 أكتوبر 2012            | |  |
| سينت مارتن | هولندا                    | مفتوح                     | 20 ديسمبر 2010            | —                         | |  |
| هونغ كونغ في لان كواي فونغ | هونغ كونغ                 | مفتوح                     | 18 أبريل 2011             | —                         | [ 99 ] |  |
| فلورنسا | إيطاليا                   | مفتوح                     | 14 يونيو 2011             | —                         | [ 100 ] |  |
| كوستا مايا ‏ | المكسيك                   | مغلق                      | 16 أغسطس 2011             | 21 مايو 2012              | |  |
| هامبورغ | ألمانيا                   | مفتوح                     | 17 أغسطس 2011             | —                         | [ 101 ] |  |
| بودابست | المجر                     | مفتوح                     | 14 ديسمبر 2011            | —                         | [ 102 ] |  |
| ماكاو | ماكاو                     | مفتوح                     | 14 فبراير 2012            |                           | إعادة تسمية الفندق باسم فندق العد التنازلي في يوليو 2017.                                                                        |  |
| إقليم بروكسل العاصمة في الميدان الكبير (بروكسل) | بلجيكا                    | مفتوح                     | 31 يوليو 2012             | —                         | [ 103 ] |  |
| هلسنكي | فنلندا                    | مفتوح                     | 15 أكتوبر 2012            | —                         | |  |
| نيقوسيا | قبرص                      | مغلق                      | 15 أكتوبر 2012            | 21 مايو 2013              | |  |
| كوتا كينابالو | ماليزيا                   | مغلق                      | 15 نوفمبر 2012            | 30 أبريل 2020             | تم افتتاح المقهى في 1 أبريل 2015                                                                                                 |  |
| سانتياغو | تشيلي                     | مفتوح                     | 19 ديسمبر 2012            | —                         | |  |
| غواتيمالا (مدينة) | غواتيمالا                 | مفتوح                     | 7 يناير 2013              | —                         | [ 60 ] |  |
| مدينة ملقا | ماليزيا                   | مفتوح                     | 28 يناير 2013             | —                         | |  |
| شرم الشيخ | مصر                       | مفتوح                     | 23 فبراير 2013            | —                         | |  |
| إبيثا (جزيرة) | إسبانيا                   | مفتوح                     | 4 يونيو 2013              | —                         | |  |
| مومباي، أنديري ‏ | الهند                     | مفتوح                     | 1 سبتمبر 2013             | —                         | |  |
| San José | كوستاريكا                 | مفتوح                     | 21 سبتمبر 2013            | —                         | [ 60 ] |  |
| نيس | فرنسا                     | مفتوح                     | 11 أكتوبر 2013            | —                         | |  |
| غلاسكو | المملكة المتحدة           | مفتوح                     | 16 نوفمبر 2013            | —                         | [ 104 ] |  |
| تنريفي | إسبانيا                   | مفتوح                     | 19 نوفمبر 2013            | —                         | |  |
| جوهانسبرغ | جنوب أفريقيا              | مفتوح                     | 3 ديسمبر 2013             | —                         | |  |
| تشيناي | الهند                     | مغلق                      | 29 ديسمبر 2013            | 31 مايو 2016              | |  |
| سانتا كروز دي لا سييرا | بوليفيا                   | مفتوح                     | 24 فبراير 2014            | —                         | [ 60 ] |  |
| إسطنبول | تركيا                     | مغلق                      | 29 ديسمبر 2013            | 1 فبراير 2017             | [ 106 ] |  |
| جورجاون | الهند                     | مفتوح                     | 23 مارس 2014              | —                         | |  |
| أنغكور | كمبوديا                   | مفتوح                     | 22 يونيو 2014             | —                         | [ 107 ] |  |
| فيينا | النمسا                    | مفتوح                     | 30 يونيو 2014             | —                         | [ 108 ] |  |
| غدانسك | بولندا                    | مفتوح                     | 1 يوليو 2014              | —                         | |  |
| ألماتي | كازاخستان                 | مفتوح                     | 30 أكتوبر 2014            | —                         | |  |
| ايروبارك خورخي نيوبري ‏ | الأرجنتين                 | مفتوح                     | 22 نوفمبر 2014            | —                         | |  |
| مارسيليا | فرنسا                     | مغلق                      | 30 نوفمبر 2014            | 5 سبتمبر 2017             | |  |
| أسونسيون | باراغواي                  | مفتوح                     | 20 ديسمبر 2014            | —                         | [ 109 ] |  |
| بودغوريتسا | الجبل الأسود              | مفتوح                     | 8 فبراير 2015             | —                         | |  |
| كوريتيبا | البرازيل                  | مفتوح                     | 28 مايو 2015              | —                         | |  |
| غواناكاسته | كوستاريكا                 | مفتوح                     | 27 يونيو 2015             | —                         | |  |
| بوسان | كوريا الجنوبية            | مغلق                      | 18 أكتوبر 2015            | 18 فبراير 2018            | |  |
| مرسى القنطاوي | تونس                      | مفتوح                     | 27 ديسمبر 2015            | —                         | |  |
| فيينتيان | لاوس                      | مغلق                      | 31 ديسمبر 2015            | 31 مايو 2018              | |  |
| لاغوس | نيجيريا                   | مفتوح                     | 11 مارس 2016              | —                         | |  |
| جزيرة ساموي | تايلاند                   | مفتوح                     | 30 أبريل 2016             | —                         | |  |
| آيا نابا | قبرص                      | مفتوح                     | 29 مايو 2016              | —                         | تم نقله من نيقوسيا |  |
| تبليسي | جورجيا                    | مفتوح                     | 16 يونيو 2016             | —                         | |  |
| إشبيلية | إسبانيا                   | مفتوح                     | 4 أغسطس 2016              | —                         | |  |
| باكو | أذربيجان                  | مفتوح                     | 28 أغسطس 2016             | —                         | |  |
| هانغتشو | الصين                     | مغلق                      | 30 أكتوبر 2016            | 28 يوليو 2018             | |  |
| ليون | فرنسا                     | مفتوح                     | 30 أكتوبر 2016            | —                         | |  |
| بورتو | البرتغال                  | مفتوح                     | 20 نوفمبر 2016            | —                         | |  |
| بريتوريا | جنوب أفريقيا              | مفتوح                     | 26 نوفمبر 2016            | —                         | |  |
| تشيانغ مي | تايلاند                   | مفتوح                     | 6 ديسمبر 2016             | —                         | |  |
| أولان باتور | منغوليا                   | مفتوح                     | 10 ديسمبر 2016            | —                         | |  |
| مونتيغو باي | جامايكا                   | مفتوح                     | 24 ديسمبر 2016            | —                         | |  |
| أوشوايا | الأرجنتين                 | مفتوح                     | 24 ديسمبر 2016            | —                         | |  |
| بلنسية | إسبانيا                   | مفتوح                     | 28 مايو 2017              | —                         | |  |
| أندورا لا فيلا | أندورا                    | مفتوح                     | 25 يوليو 2017             | —                         | [ 110 ] |  |
| إنسبروك | النمسا                    | مفتوح                     | 13 أغسطس 2017             | —                         | |  |
| لاباز | بوليفيا                   | مغلق                      | 18 سبتمبر 2017            | 15 يوليو 2019             | — |  |
| بنوم بنه | كمبوديا                   | مفتوح                     | 7 نوفمبر 2017             | —                         | |  |
| كلكتا | الهند                     | مفتوح                     | 20 ديسمبر 2017            | —                         | [ 111 ] |  |
| مطار الوزير بيستارينيي الدولي | الأرجنتين                 | مفتوح                     | 20 ديسمبر 2017            | —                         | |  |
| يانغون | بورما                     | مغلق                      | 1 مايو 2017               | أبريل 2019                | — |  |
| فروتسواف | بولندا                    | مفتوح                     | 22 مارس 2018              | —                         | |  |
| تيانجين | الصين                     | مفتوح                     | 20 أبريل 2018             | —                         | |  |
| سانت بطرسبرغ | روسيا                     | مفتوح                     | 13 يونيو 2018             | —                         | |  |
| جرامودا | البرازيل                  | مفتوح                     | 22 يوليو 2018             | —                         | |  |
| San Juan | بورتوريكو                 | مفتوح                     | 17 أغسطس 2018             | —                         | موقعه السابق في مدينة سان خوان القديمة.                                                                                          |  |
| ديسارو ‏ | ماليزيا                   | مفتوح                     | 4 أكتوبر 2018             | —                         | |  |
| مطار دبي الدولي | الإمارات العربية المتحدة  | مفتوح                     | 17 نوفمبر 2018            | —                         | |  |
| مونتفيدو | أوروغواي                  | مفتوح                     | 19 ديسمبر 2018            | —                         | |  |
| مانيلا | الفلبين                   | مفتوح                     | 30 ديسمبر 2018            | —                         | |  |
| مالقة | إسبانيا                   | مفتوح                     | 10 مارس 2019              | —                         | |  |
| فورتاليزا | البرازيل                  | مفتوح                     | 13 مارس 2019              |                           | |  |
| ميدان بيكاديلي | المملكة المتحدة           | مفتوح                     | 8 يوليو 2019              | —                         | |  |
| أكسفورد ستريت | المملكة المتحدة           | مفتوح                     | 30 أبريل 2019             | —                         | أفتتح كمطعم داخل فندق هارد روك لندن (تم افتتاحه أيضًا في 30 أبريل 2019)                                                           |  |
| كيوتو | اليابان                   | مفتوح                     | 12 يوليو 2019             | —                         | |  |
| بونس، بورتوريكو | بورتوريكو                 | مفتوح                     | 25 نوفمبر 2020            | —                         | داخل فندق الوفت |  |
| سيوداد ديل استي | باراغواي                  | مخطط له                   | 2019                      |                           | |  |
| ميلانو | إيطاليا                   | مخطط له                   | 2019                      |                           | |  |
| شانديغار | الهند                     | مخطط له                   | 2019                      |                           | |  |
| جورج تاون | غويانا                    | مفتوح                     | 10 مايو 2020              |                           | |  |
| غواهاتي | الهند                     | مفتوح                     | 12 ديسمبر 2020            |                           | |  |
| بلغراد | صربيا                     | مخطط له                   | 2020                      |                           | [ 113 ] |  |
| بورت ديكسون [الإنجليزية] | ماليزيا                   | مخطط له                   | 2020                      |                           | [ 114 ] |  |
| مونتيريا | كولومبيا                  | مخطط له                   | 2020                      |                           | |  |
| كناريا الكبرى | إسبانيا                   | مفتوح                     | 22 ديسمبر 2019            |                           | |  |
| ريبيراو بريتو | البرازيل                  | مخطط له                   | 2020                      |                           | |  |
| نيوكاسل أبون تاين | المملكة المتحدة           | مخطط له                   | 2021                      |                           | |  |
| سان فرناندو، ترينيداد وتوباغو | ترينيداد وتوباغو          | مخطط له                   | 2020                      |                           | [ 115 ] |  |
| Mandalika ‏ | إندونيسيا                 | مخطط له                   | TBA                       |                           | [ 116 ] |  |

## معرض صور

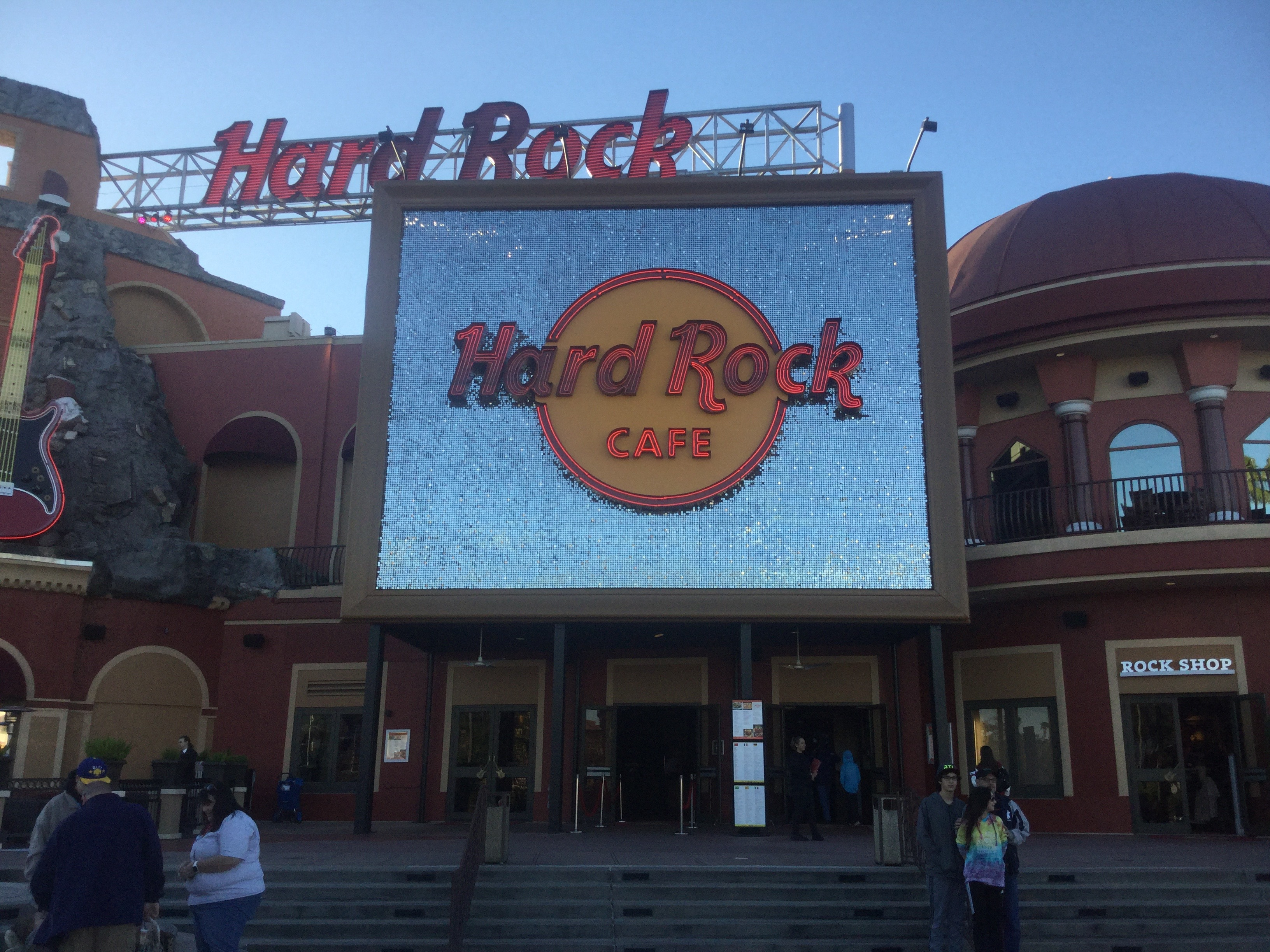
مقهى هارد روك في أورلاندو
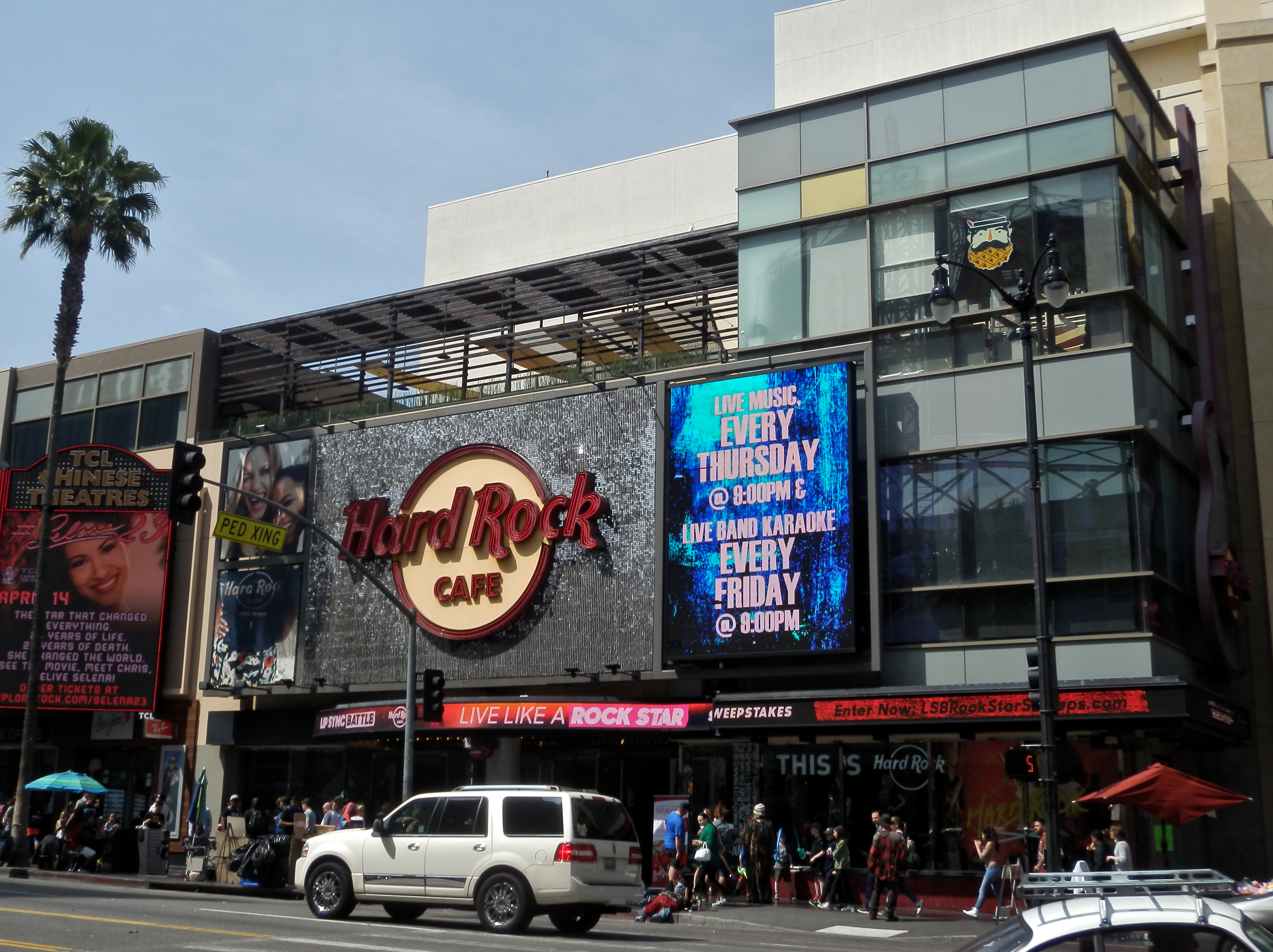
مقهى هارد روك في هوليوود (لوس أنجلوس)
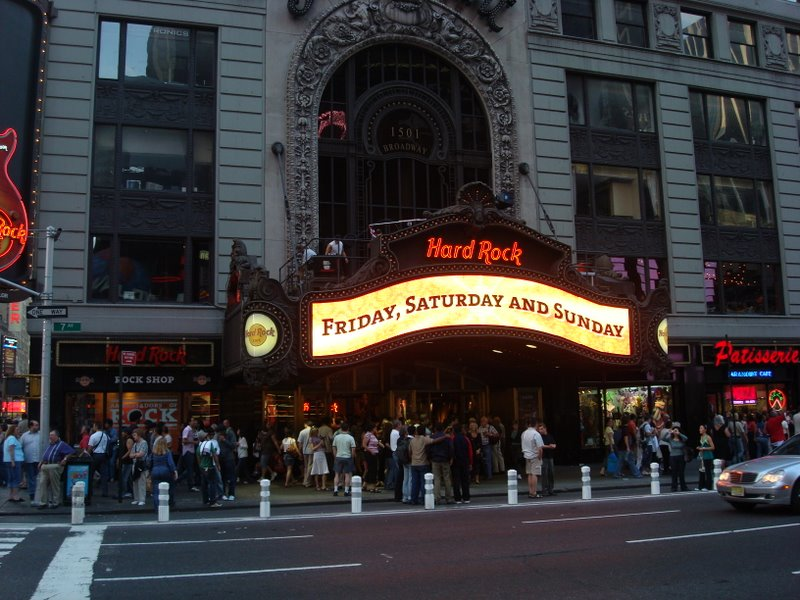
يقع مقهى هارد روك في برودواي في قلب تايمز سكوير
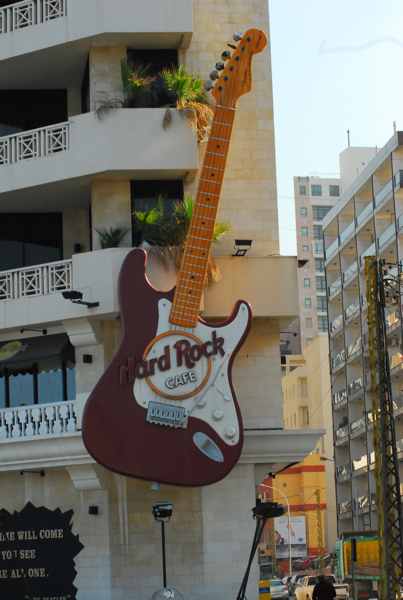
لافتة جيتار كبيرة في مقهى هارد روك، بيروت، لبنان. تمَّ إغلاق هذا الموقع في سبتمبر 2013.
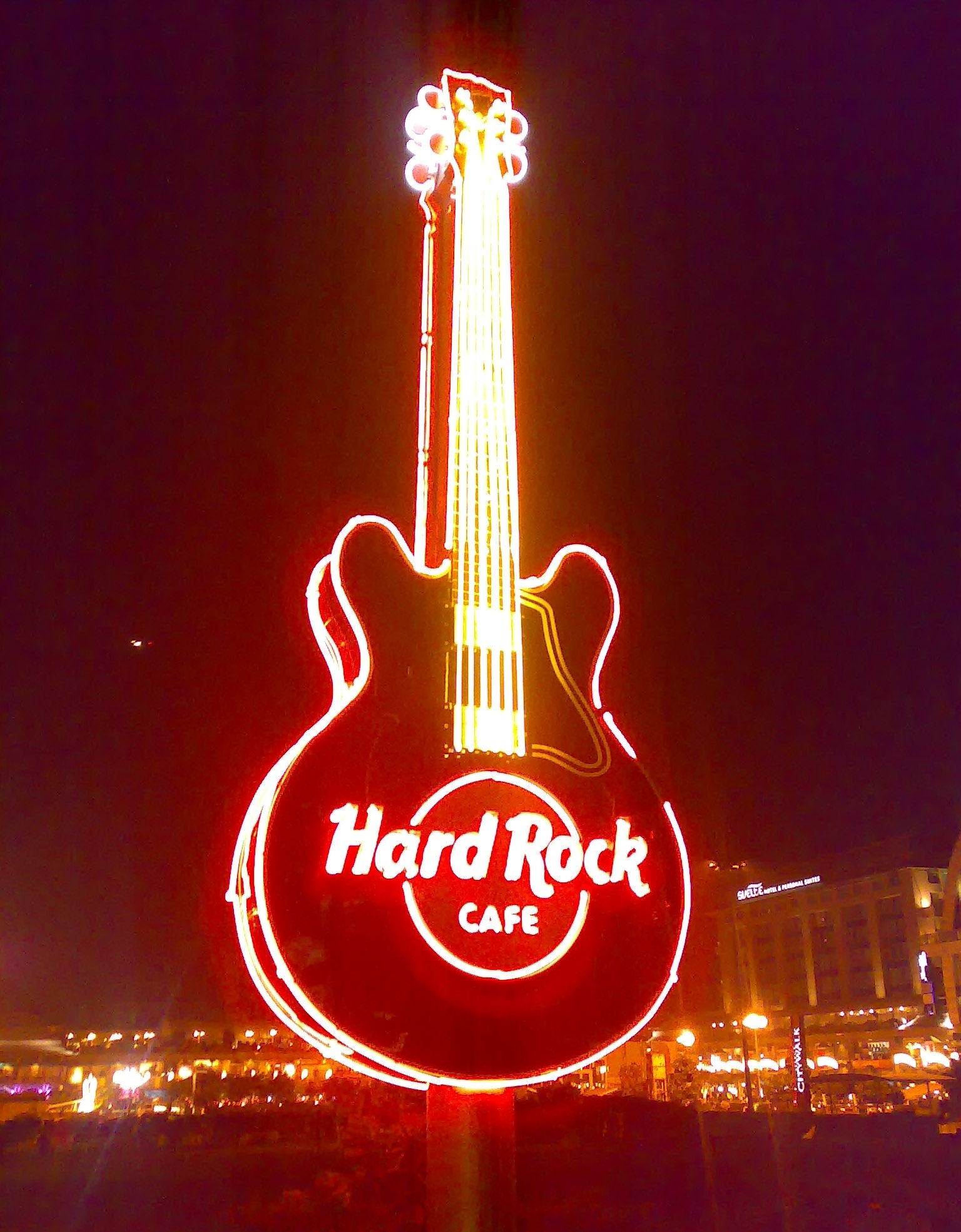
جيتار ضخم في مقهى هارد روك في نيودلهي، الهند
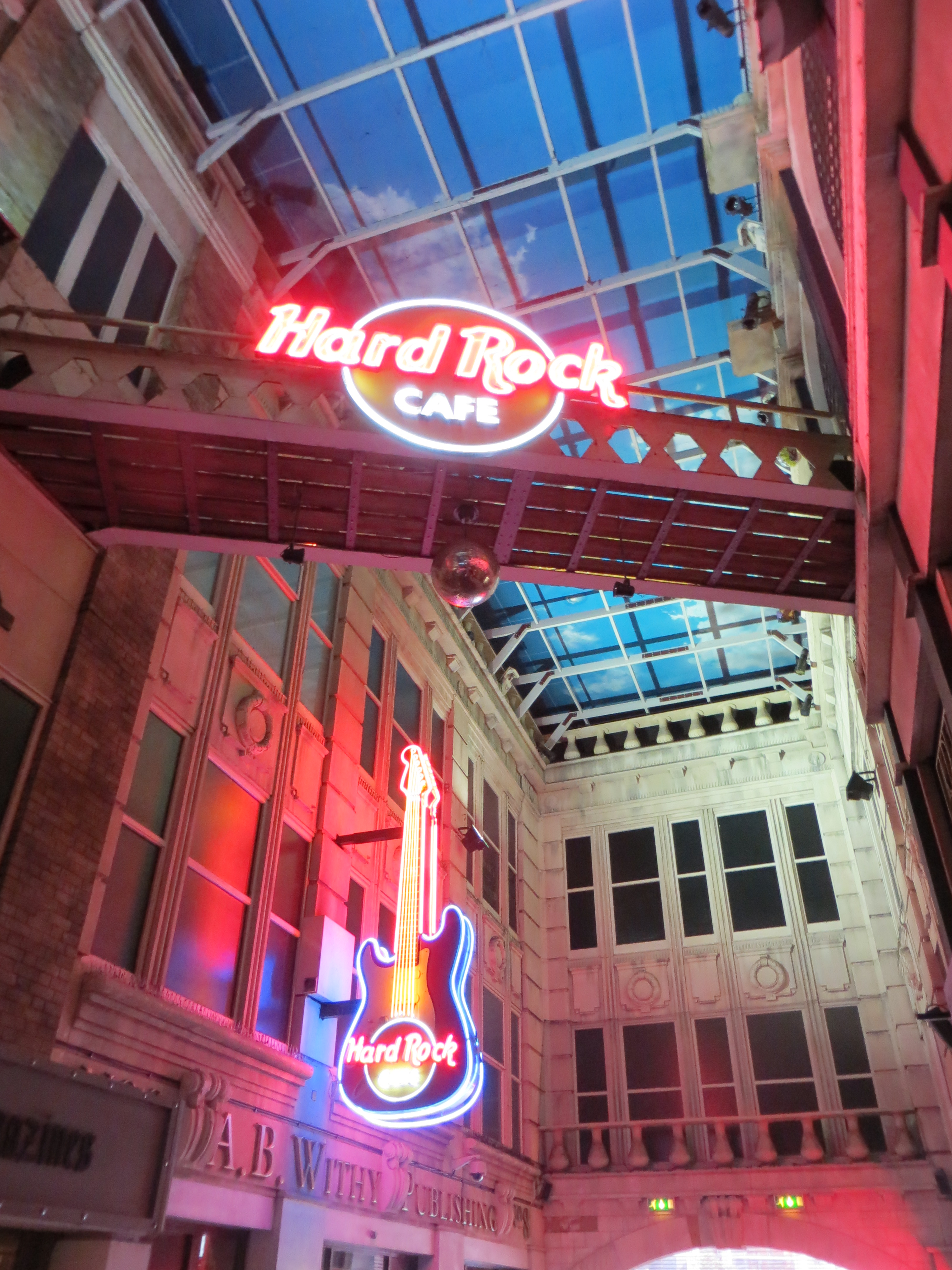
لافتات مقهى هارد روك في ذا بينت ووركس، مانشستر
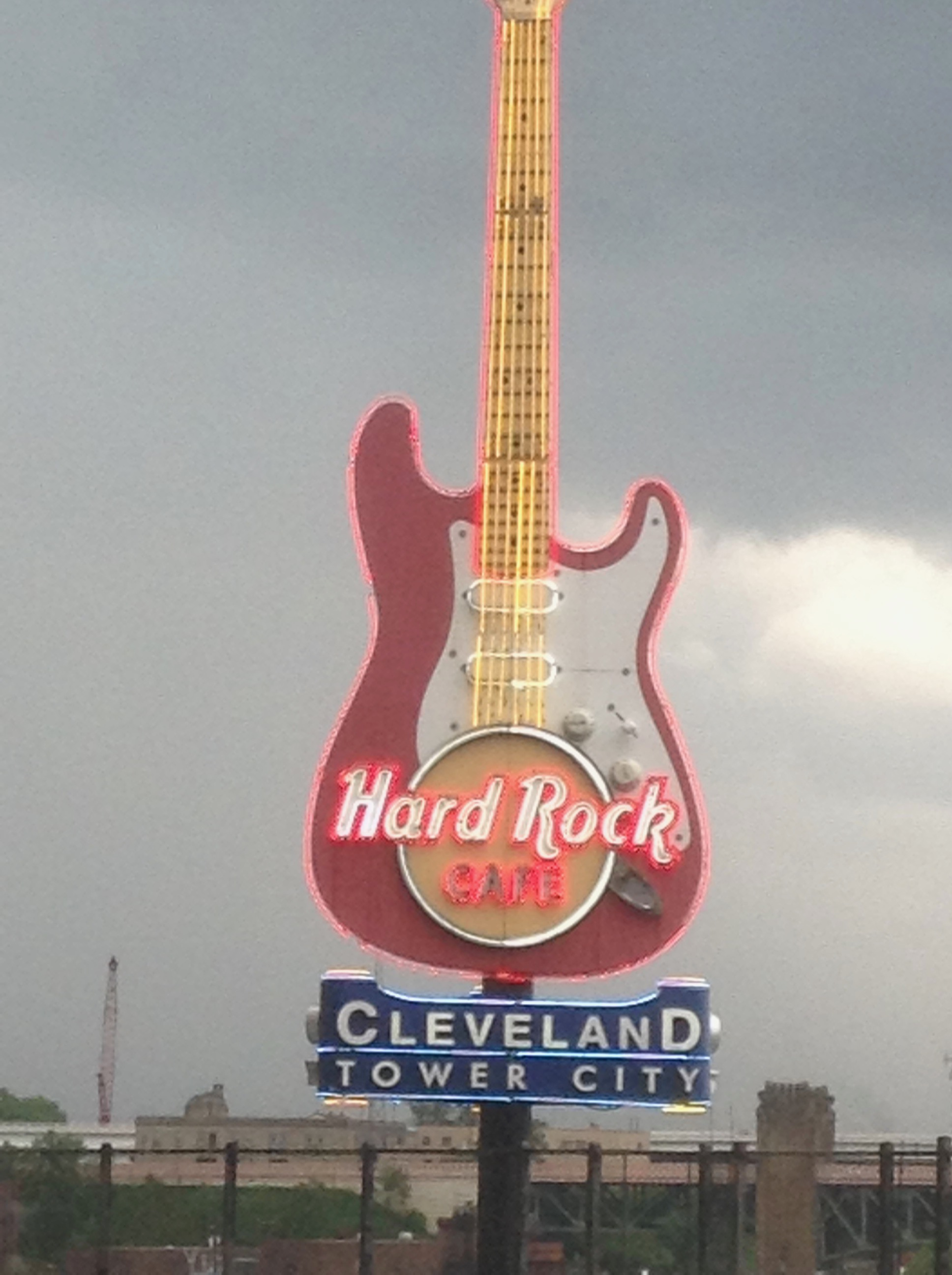
مقهى كليفلاند هارد روك، مغلق منذُ عام 2016.
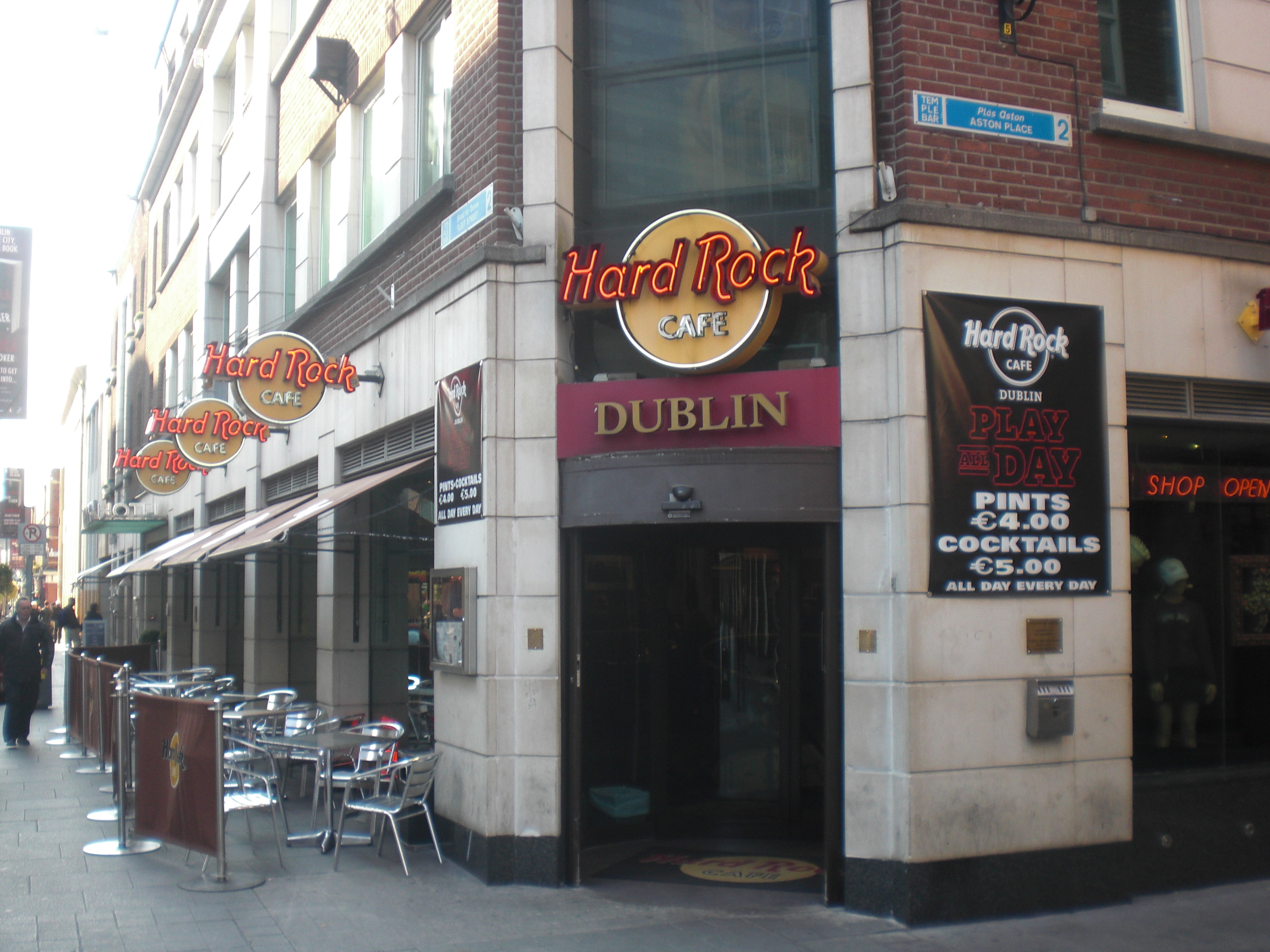
مقهى هارد روك في تمبل بار، دبلن
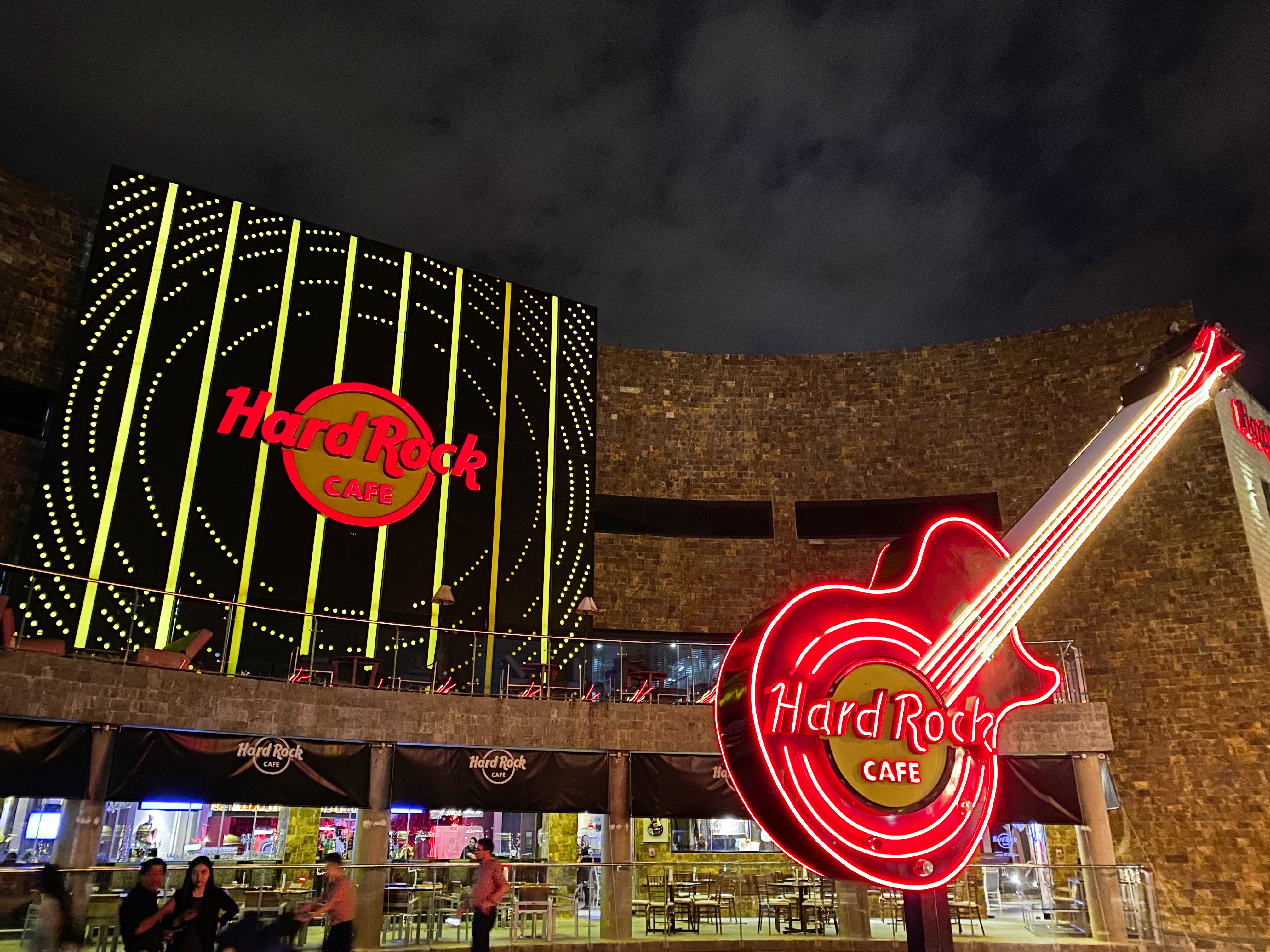
مقهى هارد روك في سانتا كروز دي لا سييرا، بوليفيا.
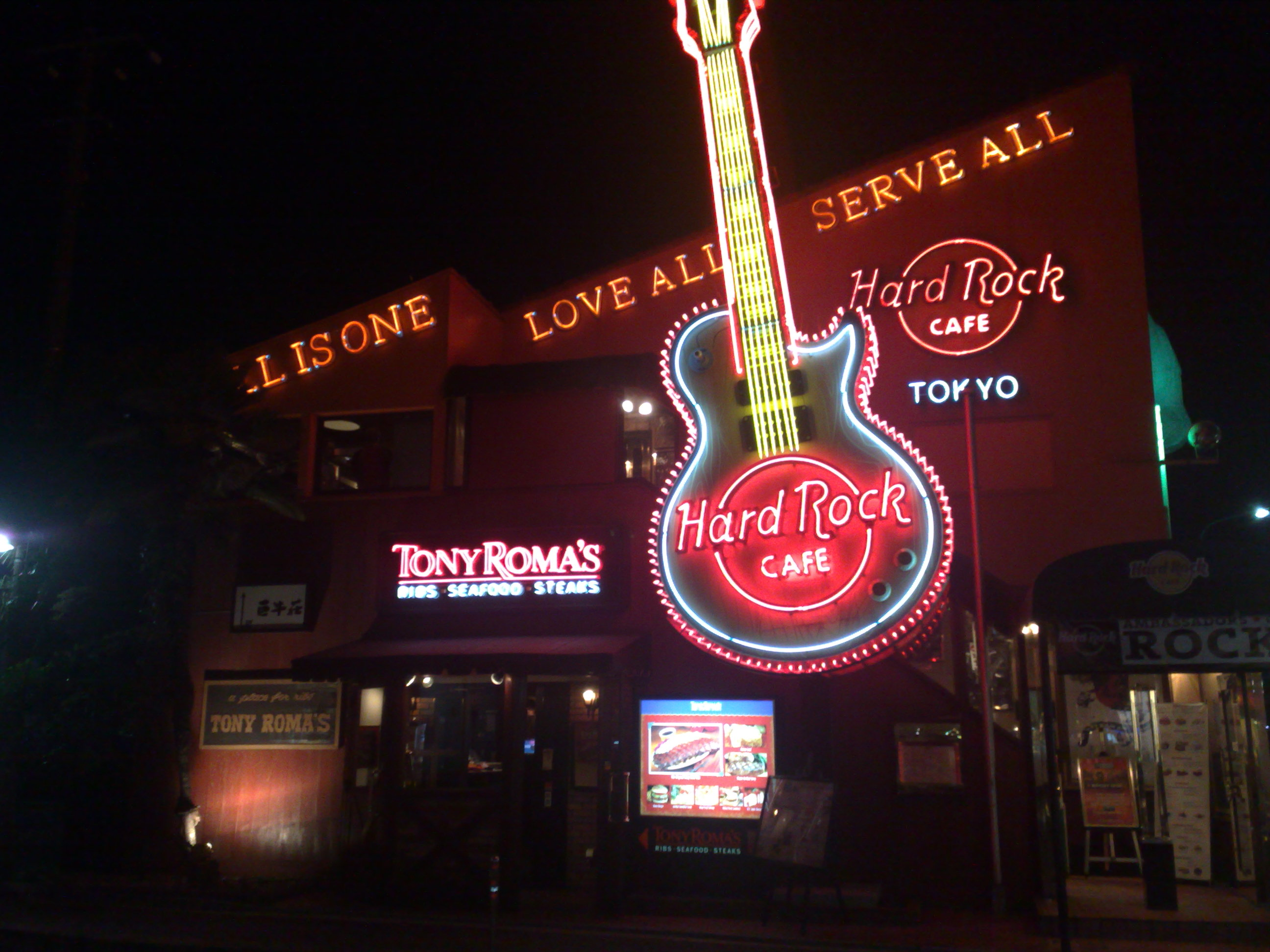
مقهى هارد روك روبونجي، طوكيو.
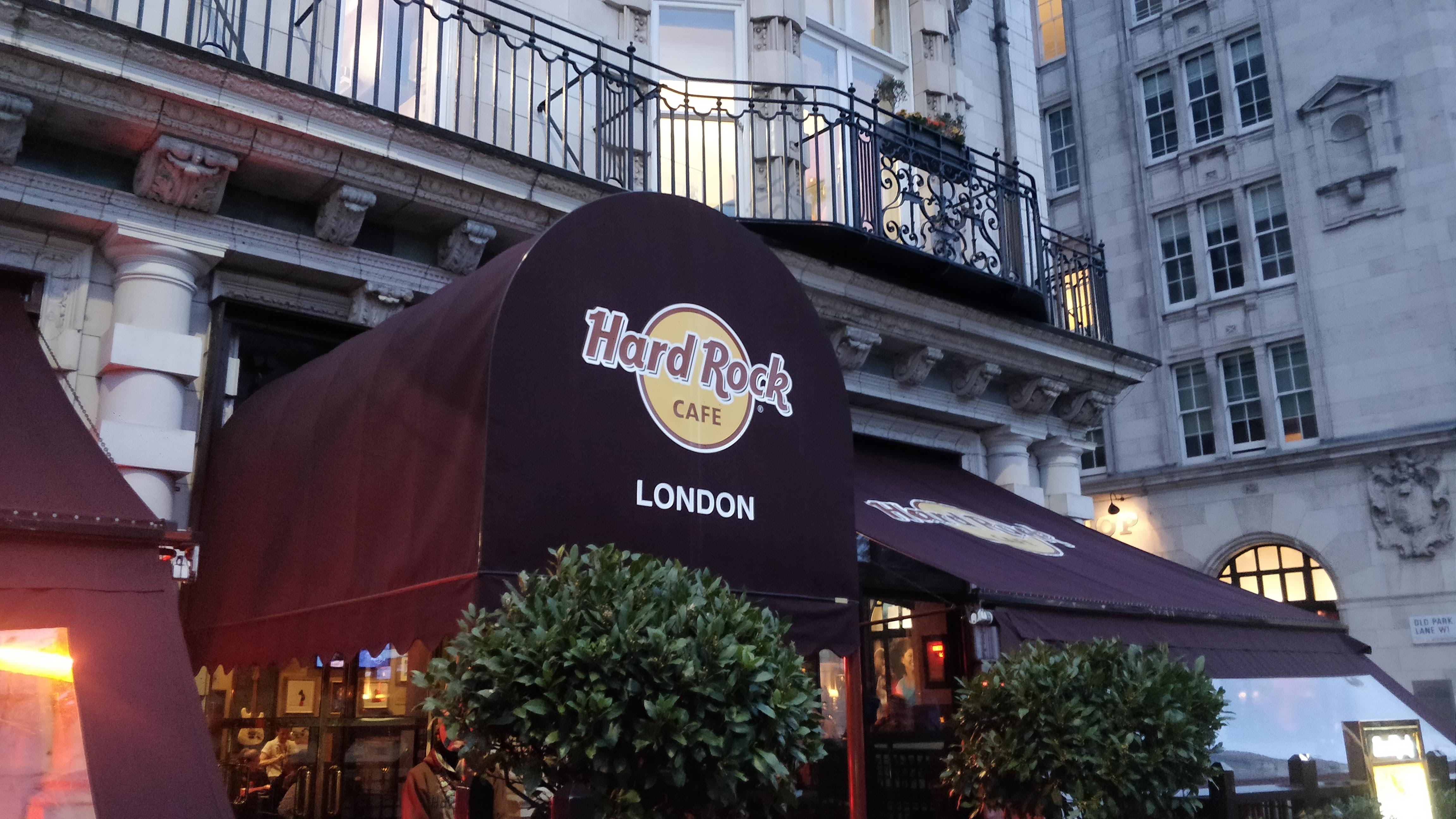
هارد روك كافيه لندن

## وصلات خارجية
- الموقع الرسمي
- موقع كازينو وفندق هارد روك الرسمي
- مراجعة بالفيديو لمقهى هارد روك معَ لقطات في الموقع
- جولة بالفيديو في فندق هارد روك سنغافورة
- معرض هارد روك التذكارات
- «سياتل ترحب بمقهى هارد روك»